# Litanies de Lorette

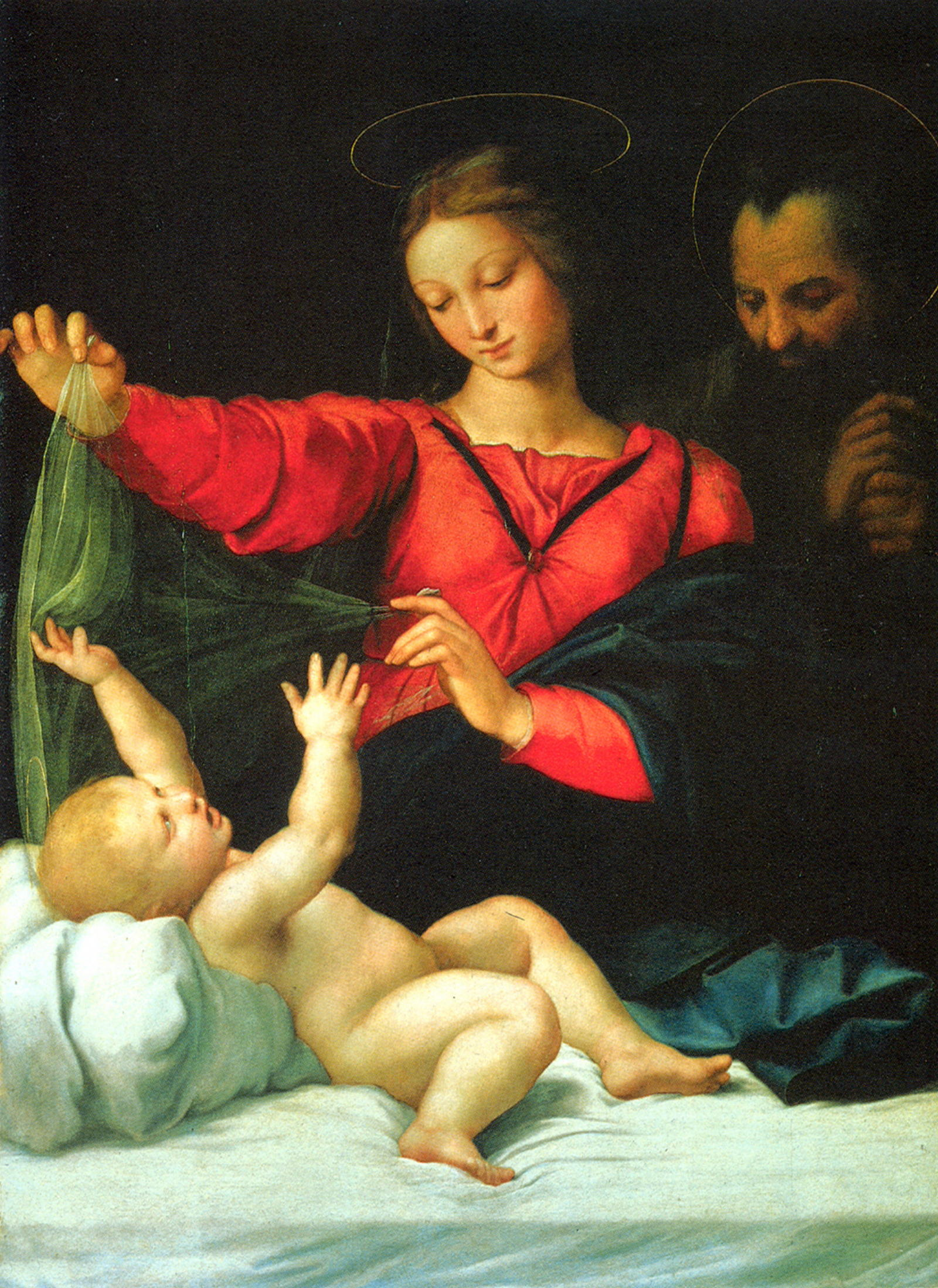
Image :
La Vierge de Lorette (Raphaël) (vers 1510).

Les litanies de Lorette (en latin Litaniæ Lauretanæ) ou Litanies de la Sainte Vierge sont, dans la tradition catholique, des invocations répétées et psalmodiées de demandes d’intercession adressées à la Vierge Marie, Mère de Dieu. Composées sans doute au milieu du XVIe siècle à Lorette, ces litanies furent, avec les Litanies des saints, exclusivement choisies en 1601 par le pape Clément VIII en faveur de l'Église universelle. Toujours en usage, elles demeurent une prière très populaire, réservées à la dévotion mariale.

## Historique

### Origine
En ce qui concerne la version actuelle, l'origine de la composition finale ne remonte par conséquent qu'au XVIe siècle. Il s'agirait d'une synthèse qui aurait été effectuée successivement et par plusieurs auteurs. L'origine d'une autre version est énigmatique. L'hypothèse d'Angelo de Santi (1897) est une nouvelle composition tenue juste avant 1575.
Il est vraisemblable que la tradition de ces litanies était née, après la fondation de ce sanctuaire sur les bords de la mer Adriatique en 1294 par des chrétiens venus d'Orient, laquelle remplaçait la Sainte Maison de Nazareth, transférée d'abord  en Dalmatie. Les chercheurs discutent d'une origine byzantine, par exemple l'hymne acathiste,du rite byzantin. A Lorette, ces Litanies étaient chantées le samedi. Quoi qu'il en soit, on constate que les litanies consacrées à la Sainte Vierge étaient, même dans l'Église d'Occident, assez anciennes et abondantes, sous les formes de « Sancta Maria », d' « Ave Domina » ou simplement d' « Ave », qui se trouvent dans les manuscrits à partir du XIIe siècle,,. D'ailleurs, dans les archives, il existe un manuscrit commençant par Kyrie eleison, point commun à plusieurs textes. Ces litanies Sancta Maria furent copiées en 1524 par un certain Giovanni da Falerone, moine de l'ordre des Frères mineurs de l'Observance. Etant plus anciennes, il est possible qu'elles aient inspiré la composition des litanies de Lorette.

### Deux versions de litanies de Lorette
Dans la chronologie, les litanies de Lorette étaient mentionnées, en 1531 (Litaniæ Virginis Mariæ), en 1547 (Litaniis) et en 1554 (Litaniarum). Sans précision ni texte, il est difficile de connaître leurs détails. Problème, c'est qu'il existait deux versions de litanies de Lorette. Ce qui demeure certain est que la version actuelle remplaça, finalement, d'autres litanies, y compris ces Litaniæ Deiparæ Virginis ex Sacra Scriptura. En raison de l'origine issue de la procession des Rogations, les litanies anciennes étaient si nombreuses qu'à la suite de l'officialisation par le Saint-Siège, la plupart furent éliminées.
Sans doute au milieu du XVIe siècle, le prototype des litanies actuelles fut-il fixé et diffusé. Il est à noter la similitude de la structure et des éléments avec les Litanies des saints, publiées dans le bréviaire romain de l'époque, qui étaient tout à fait officielles. Leur origine serait commune.
En ce qui concerne la version ci-dessus, elle aussi aurait été composée dans la deuxième moitié du XVIe siècle. Car celles-ci étaient présentées dans une lettre de Giulio Candiotti, archidiacre de Lorette, laquelle fut datée du 5 février 1578. Candiotti les précisa au pape Grégoire XIII comme lettanie moderne della sanctissima Vergine (Bibliothèque apostolique vaticane, manuscrit Reg. Latin 2020, folio 363).
Pour sa diffusion, ceux qui jouaient le rôle principal étaient les Jésuites, et surtout Pierre Canisius (mort en 1597),. L'usage de ce texte à Lorette remonterait en 1558 selon Gabriel Pidomson (2019) alors que l'étude d'Angelo de Santi (1897) attribuait l'apparition à l'année 1576. Le manque de documents pendant cette période empêche les recherches.

### Publication la plus ancienne en 1558 et contribution des Jésuites
Sans doute la première publication ne fut-elle pas effectuée en Italie. On connaît de nos jours celle qui fut sortie en 1558 à Dillingen en Souabe, où une nouvelle université avait été inaugurée en 1551. Il est possible que Canisius eût contribué à faire inclure les litanies dans ce livre, : D. Petre à Soto, Preces speciales pro salute populi Christiani … quibus addita est Letania Loretana.
Pierre Canisius continua à diffuser ce texte. Dans le livre de prière sorti en 1587, il fit imprimer les litanies de Lorette en latin (Manuale Catholicolum in usum pie precandi collectum, folio 398), peut-être sa réponse à l'officialisation par le Saint-Siège. En effet, les litanies étaient très importantes dans le contexte de la Contre-Réforme en Bavière, notamment chez la maison de Wittelsbach à laquelle Canisius était lié. À Munich où se trouvait la citadelle spirituelle du rite tridentin pour les fidèles germanophones, on chantait déjà, avec certitude, les litanies de Lorette en 1570 ou plus tôt et peut-être en faux-bourdon. Nicolaus Serarius (mort en 1609), jésuite, y évoluait la théorie théologique des litanies, afin d'empêcher l'influence de celles des Luthériens. Il précisait encore que les litanies catholiques sont exactement à la base de la Bible, contrairement à ce que les protestantes accusaient. D'ailleurs, l'installation des litanies de Lorette à Rome aurait été achevée par le cardinal Francisco de Toledo, également jésuite, qui était proche des papes. Vraisemblablement lors de son décès en 1596, ces litanies étaient pratiquées à la basilique Sainte-Marie-Majeure.

### Compositions musicales à partir de 1575
Dans les archives, il est difficile à trouver les documents pour les litanies de Lorette, si l'on cherche les manuscrits datés avant 1575. En ce qui concerne le domaine musical, en effet, la Sainte Maison de Lorette ne conservait pas de partitions. Alors que la trace de composition en polyphonie des Litanies des saints avait apparu à Naples chez les Franciscains dans les années 1480, de même les œuvres complètes n'existaient pas avant 1575. Et, Costanzo Porta, compositeur distingué mais également franciscain, arriva à Lorette en septembre 1574, en qualité de maître de chapelle. Sitôt installé, il composa, en faveur du samedi, des vigiles et des fêtes importantes, unes litanies mariales à 8 voix en double-chœur, adaptées au chœur du sanctuaire comptant dix-huit chantres. À vrai dire, il s'agissait d'une composition selon les litanies dites Deiparæ ou Scriptura (Costanzo Porta, Litaniæ deiparæ Viriginis Mariæ ex Sacra Scriptura depromptæ, Venise 1575).
Toutefois, après cinq ans de service, Porta composa une autre œuvre, maintenant unes litanies de Lorette en 1580, avant de s'en aller vers Padoue. Cela était une composition à septe voix. Le recueil était dédié à Vincenzo Casale, gouverneur de la maison. La version de Lorette que le maître Porta laissa à cette ville en 1580 était en usage encore en 1585,.
Quoiqu'il fût un prêtre de la congrégation de l'Oratoire, Tomás Luis de Victoria qui était très fidèle à la Contre-Réforme suivit en 1583 avec sa composition à 8 voix en double-chœur, avant de quitter Rome. L'œuvre d'un autre compositeur, Annibale Stabile, fut chantée en février 1583, et tous les samedis pendant le Carême. L'auteur et la pièce étaient si fortement liés aux Jésuites que sur la couverture de la partition, on constate le monogramme symbolique (christogramme) de cet ordre IHS.
Avant que les litanies de Lorette ne connaissent son immense succès au XVIIe siècle, les Jésuites restaient son promoteur principal. Ainsi, Giovanni Battista Gnocchi, prêtre-compositeur de la basilique Santa Maria della Steccata à Parme, publia ses quatre litanies de Lorette en polyphonie en 1597 ainsi qu'une Scriptura. Sans doute s'agissait-il du premier recueil en Italie tandis que la publication était dédiée à une confrérie jésuite.

### Publication des litanies à Lorette en 1578
L'édition de 1580 prit les deux versions ensemble, version actuelle et version précisant des textes bibliques (voir ci-dessus). Cette édition se commençait avec une dédicace à Vincenzo Casale, gouverneur pontifical de la Sainte Maison de Lorette.

### Officialisation et régularisation par le Saint-Siège à partir de 1587
Reste que le pape Sixte V, originaire de Grottammare qui se situe non loin de Lorette, accorda une indulgence de deux cents jours aux fidèles récitant les litanies de Lorette, par une bulle pontificale datée du 11 juillet 1587, qui accordait également trois cents jours d'indulgence avec les litanies du saint Nom de Jésus. Donc, il s'agissait d'une approbation indirecte qui était attachée à son indulgence, ayant pour but de promouvoir les prières de fidèles. Il est à remarquer que la publication effectuée en 1590 (ci-dessus) était tout à fait adaptée à cette bulle : « Quique Litanias ejusdem Sanctissimi Nominis [Jesu] recitaverint, trecentos ; qui Litanias ejusdem  Beatissimæ Virginis Mariæ, ducentos ...... et Domo Beatæ Mariæ Virginis usitatum recitentur. » (Sixte V, Reddituri de commiso Nobis grege Dominico, article 4, le 11 juillet 1587).
Or, ce Saint-Père, franciscain, provoqua un conflit avec les Jésuites. Aussitôt élu en 1585, il voulait que le nom de Jésus soit affecté à toute l'Église et à tous les religieux. En 1590, il expédia une autre bulle ordonnant aux membres de renoncer le nom Jésuites en faveur de Ignatiens selon son fondateur Ignace de Loyola. Il s'agissait du commencement de la fameuse suppression de la Compagnie de Jésus. En réponse, l'ordre commença à utiliser les litanies dans l'optique de faire annuler ce règlement.
Le Vatican subit encore un autre problème. Texte si populaire, ses variantes étaient, dans les années 1590 après l'approbation, nombreuses et considérables, surtout parmi les compositions musicales. Finalement, les congrégations auprès du Saint-Siège réussirent à maîtriser la situation. Un manuscrit de Giovanni Pierluigi da Palestrina, litanies à 8 voix, présente cette manœuvre délicate. Utilisé à la Cappella Giulia, ce manuscrit à la base d'un texte libre fut corrigé et corrigé, jusqu'à ce que soit établi le texte de Lorette authentique.

### Approbation définitive pour l'Église universelle en 1601 parClémentVIII
Les chercheurs identifièrent, avec leurs études, dans le cadre de la Contre-Réforme du XVIe siècle, l'intention du Saint-Siège ayant pour but d'éliminer les litanies non convenables. Car, la forme des litanies avait tendance à évoluer sans limite et sans contrôle, en raison de sa structure et du manque d'autorisation concrète. D'où, Pie V, qui était le personnage principal de la reforme tridentine, dénonça, en 1571 avec son motu proprio ainsi que sa bulle Superni omnipotentis, la suppression de toutes les litanies mariales. Il s'agissait d'une réforme liturgique, qui autorisa un nouveau Officium Beatæ Mariæ Virginis remplaçant l'ancien office Horæ Beatissimæ Virginis Mariæ.
Il semble que cette suppression ait provoqué une grosse confusion à la Sainte Maison de Lorette où l'on chantait les litanies tous les samedis. L'hypothèse est qu'aurait été créée la version dite Deiparæ ou Scriptura, qui était construite des textes bibliques et qui ne pouvait être modifiée que par les théologiens savants. Car il n'existe pas de trace, avant 1575, de cette version. Cela serait la raison pour laquelle Costanzo Porta composa en 1575, pour la première fois, les litanies de Scriptura en polyphonie,. Or, le Saint-Siège aurait refusé de les utiliser à Rome, lorsque l'archidiacre de Loretto, Candiotti, avait demandé son autorisation de lettanie moderne,.

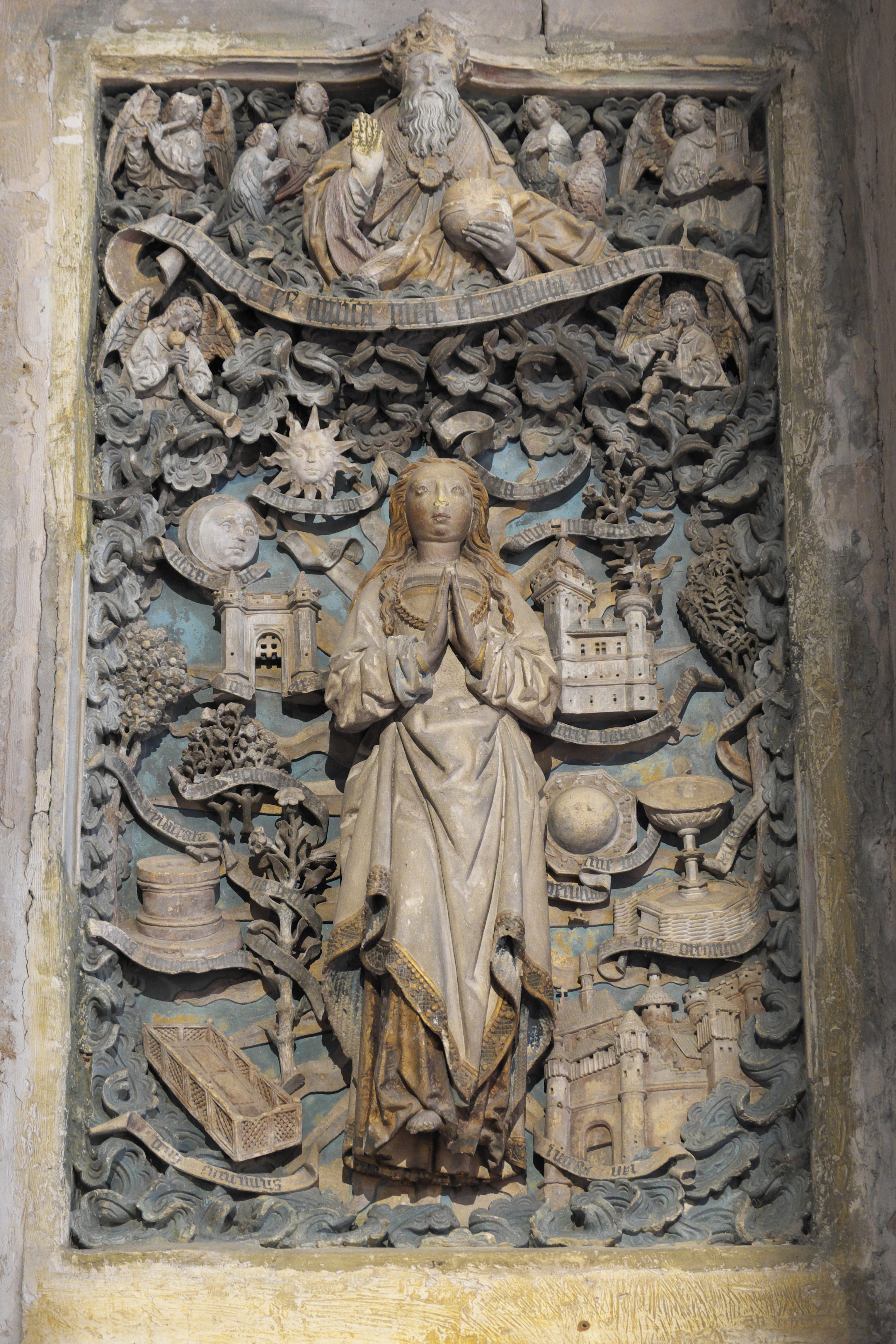
C'est le pape Clément VIII qui intégra les litanies de Lorette dans le rite romain. Vierge entourée des symboles de ses litanies dans l'église Notre-Dame de Bar-le-Duc (XVIe siècle).

Le motif de cette autorisation fut donné quasiment par hasard. En effet, les erreurs dans les missels romains publiés à Venise étaient tellement nombreuses que Clément VIII avait dû décider de prohiber ces publications (dans Index librorum prohibitorum). En examinant le sujet, le Saint-Père était maintenant conscient de l'existence de trop nombreuses litanies imprimées et de leur irrégularité, ceux que Pie V constatait déjà. En d'autres termes, Clément VIII trouva dans les litanies de nombreux textes inconvenables, révoltés et dangereux. Ces livres, libretti di litanie, avaient été publiés à Venise sans autorisation. Finalement, il fit déclarer, le 6 septembre 1601, le décret Sanctisimmus Dominus noster Clemens Papa VIII. Quoniam multi hoc tempore,,, qui interdit, afin de protéger correctement la dévotion et l'invocation des fidèles, toutes les litanies manquant l'examen et l'autorisation de la Sainte congrégation des Rites. Or, les litanies les plus anciennes que le Vatican considérait comme authentiques étaient admises. Il s'agissait de celles qui se trouvaient dans les bréviaires romains, missels romains, pontificaux romains, rituels romains et en particulier, des « Litaniis de Beata Virgine quæ in Sacra Æde Lauretana decantari solent (litanies de la Sainte Vierge qui sont habituellement chantées à la Sainte Maison de Lorette) »,,.
Sans doute, la similitude avec les Litanies des saints qui satisfaisait le critère était-elle appréciée par le Saint-Siège. Car, le décret indiquait qu'il ne faut reciter que ces litanies et celles de la Sainte Vierge. En 1608, l'évêque et chapitre d'Alexandrie demanda au Vatican sa permission de chanter les litanies du Saint-Sacrement. La réponse de la congrégation des Rites était qu'elle n'avait coutume d'approuver d'autres litanies que les litanies ordinaires et celle de la Sainte Vierge de Lorette. La congrégation continua à refuser de nouveaux textes, même s'ils étaient imprimés, alors que les litanies de Lorette étaient toujours protégées.
Un bréviaire romain sorti en 1674 sous le pontificat de Clément X est le témoin qu'elles étaient chantées aux basiliques du Vatican, après la messe pour rendre grâce.
Dans les siècles suivants, le successeur de Clément VIII, Paul V accorda, au début de son pontificat en 1606, soixante jours d'indulgence aux fidèles, à condition d'assister au chant des litanies de Lorette dans les églises des Dominicains,.
En constatant que les litanies non autorisées étaient exécutées dans plusieurs établissements religieux, la congrégation de l'Index ordonna en 1727 de respecter le décret de Clément VIII. Puis, le pape Benoît XIII attribua en 1728 des indulgences aux litanies de Lorette,. En 1757, Benoît XIV confirma encore le décret de Clément VIII, en y précisant que toutes les litanies hormis celles des saints et celles de la Vierge Marie devaient être mises dans l'Index. Par un décret daté du 30 septembre 1817, Pie VII confirma ceux que Sixte V et Benoît XIII accordaient et évolua encore leurs indulgences.
En précisant ces indulgences, la congrégation des Indulgences remarquait en 1878 que les litanies de Lorette peut être recitées, en facultatif, afin de terminer le rosaire. Cette précision fut suivie de la lettre encyclique de Léon XIII Supremi Apostolatus Officio, datée du 1er septembre 1883, dans laquelle le Saint-Père demanda, du 1er octobre au 2 novembre inclus, de réciter le rosaire et les litanies de Lorette. Dans l'optique de promouvoir les offices du rosaire, cette pratique spirituelle était chargée à toutes les paroisses ainsi que recommandée, si chaque autorité préférait, aux établissements dédiés à la Sainte Vierge.
Les litanies de la Sainte Vierge sont aujourd'hui l'une des litanies admises dans la liturgie catholique, avec celles qui furent autorisées plus tard, les litanies du Saint-Nom de Jésus (1886), les litanies du Sacré-Cœur (1899), les litanies de Saint Joseph (1909) et les litanies du Précieux-Sang (1960). Avec les litanies des saints, plus anciennes, ce sont les six litanies autorisées par le Saint-Siège jusqu'ici (voir aussi Modifications de texte aux litanies).

### Composition musicale auXVIIesiècle

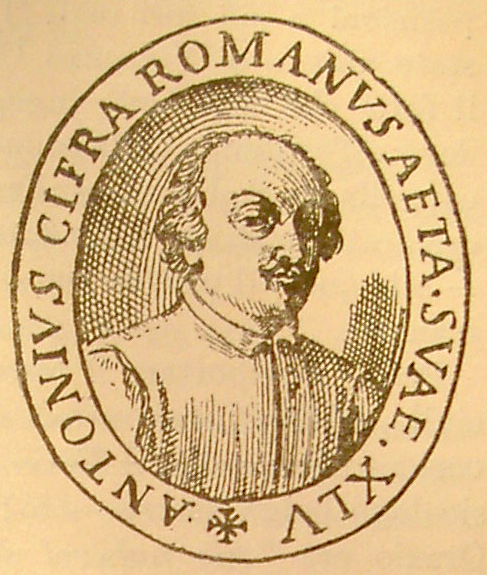
Antonio Cifra (Terracine 1584 - Lorette 1629) fit publier ses litanies à Rome en 1613. Il fut maître de chapelle de la Sainte Maison de Lorette jusqu'à son trépas. Lorenzo Ratti lui succéda. Il survint dans la région des Marches.
Sans doute les litanies étaient-elles chantées, à cette époque-là à Lorette, en grande pompe, à 8 voix en double-chœur selon leurs compositions.

Aussitôt autorisées par le Saint-Siège, les litanies intéressaient et charmaient les musiciens. Au XVIIe siècle en Italie, la composition de ces litanies devint un véritable phénomène. De nombreux musiciens italiens lassèrent leurs œuvres. Selon l'étude de David Anthony Blazy (1990), il est vraisemblable que la création musicale de ce texte était habituelle en Italie pour tous ceux qui y pratiquaient la composition. On compte 212 musiciens italiens qui composèrent au moins unes litanies de Lorette entre 1601 et 1700, avec vers 300 publications.
Cette popularité exceptionnelle peut être expliquée par une structure symétrique, logique et assez simple de la version actuelle. D'où, il n'était pas difficile que les compositeurs maîtrisent ce texte. De surcroît, les litanies de Lorette est, pour les célébrants, plus facile à chanter entièrement par cœur.
Il faut ajouter une autre raison. Le sanctuaire de Lorette attirait même les musiciens. Ainsi en 1585, Roland de Lassus effectua son pèlerinage, en raison duquel il commença à composer ses litanies assez nombreuses. Plus précisément, ses Litania Beatæ Mariæ Virginis ex sacra scriptura avaient été écrites avant 1581 tandis que Lassus composa douze œuvres de litanies laurentanæ à la suite de ce pèlerinage,. Ces compositions vraiment florissantes étaient, d'ailleurs, liées au profit de ses patrons, la maison de Wittelsbach et les Jésuites, qui restaient de grands souteneurs des litanies de Lorette.
Certaines publications de ce siècle indiquaient que les litanies de Lorette étaient également chantées tant après quelques offices (Tierce, Vêpres, Complies) qu'à la fin de la messe. En ce qui concerne les vêpres, 80 % de publications plaçaient les litanies juste après le cantique Magnificat, ce qui présente l'importance de ces litanies.

### Évolution de l'usage
Il existait plusieurs raisons pour lesquelles les litanies de Lorette devinrent populaires. Il est à remarquer deux événements principaux qui favorisèrent profondément sa pratique. D'une part, la Contre-Réforme recommandait l'usage de ces litanies pour la dévotion adressée à la Sainte Marie, ce que les protestants n'admettent pas en tant que dogme. D'autre part, il ne faut pas oublier le dégât de l'épidémie de peste en Italie de 1629-1631 qui dévasta ce pays. Ainsi à Venise, dès le 26 octobre 1630, les litanies furent exécutées durant une semaine, en dévotion à la Notre Dame de Nicopeia. La procession s'accompagnait des litanies chantées en double-chœur à partir de la basilique Saint-Marc. On constate une augmentation importante de publications après cette période de peste, dont la qualité des œuvres était supérieure. D'ailleurs, cette pandémie promut l'office du Saint-Sacrement faisant pratiquer les litanies.
Dans la liturgie, l'utilisation évolua encore. L'office de l'Immaculée Conception, qui avait été autorisé le 10 juillet 1615 par le pape Paul V, officialisa l'usage à la fin des complies avec l'antienne Sub tuum præsidium. Cette pratique fut établie notamment pour le samedi tandis qu'en beneficiaient toutes les fêtes dédiées à la Sainte Vierge. Par ailleurs, la congrégation de l'Oratoire les utilisait en faveur des exercices spirituelles.
En résumé, chanter les litanies de Lorette avait lieu, tant dans la célébration publique telle la procession qu'auprès de l'assemblée pour la dévotion particulière telles les confréries.

### Usage actuel
Les litanies de Lorette se réservent toujours aux célébrations solennelles.
Notamment en mai 2021, celles-ci étaient chantées chaque jour, à la fin du dit marathon de prière, qui était effectué selon l'intention du pape François souhaitant la disparition de la pandémie de Covid-19. En effet, dans la lettre apostolique Rosarium Virginis Mariæ datée du 16 octobre 2002, Jean-Paul II recommandait l'antienne Salve Regina et les litanies de Lorette en faveur de terminer la prière du rosaire. Le Saint-Père polonais expliquait : « la splendide prière des Litanies de Lorette », « c'est le couronnement d'un chemin intérieur, qui a conduit le fidèle à un contact vivant avec le mystère du Christ et de sa Mère très sainte ».

## Images des Litanies de Lorette

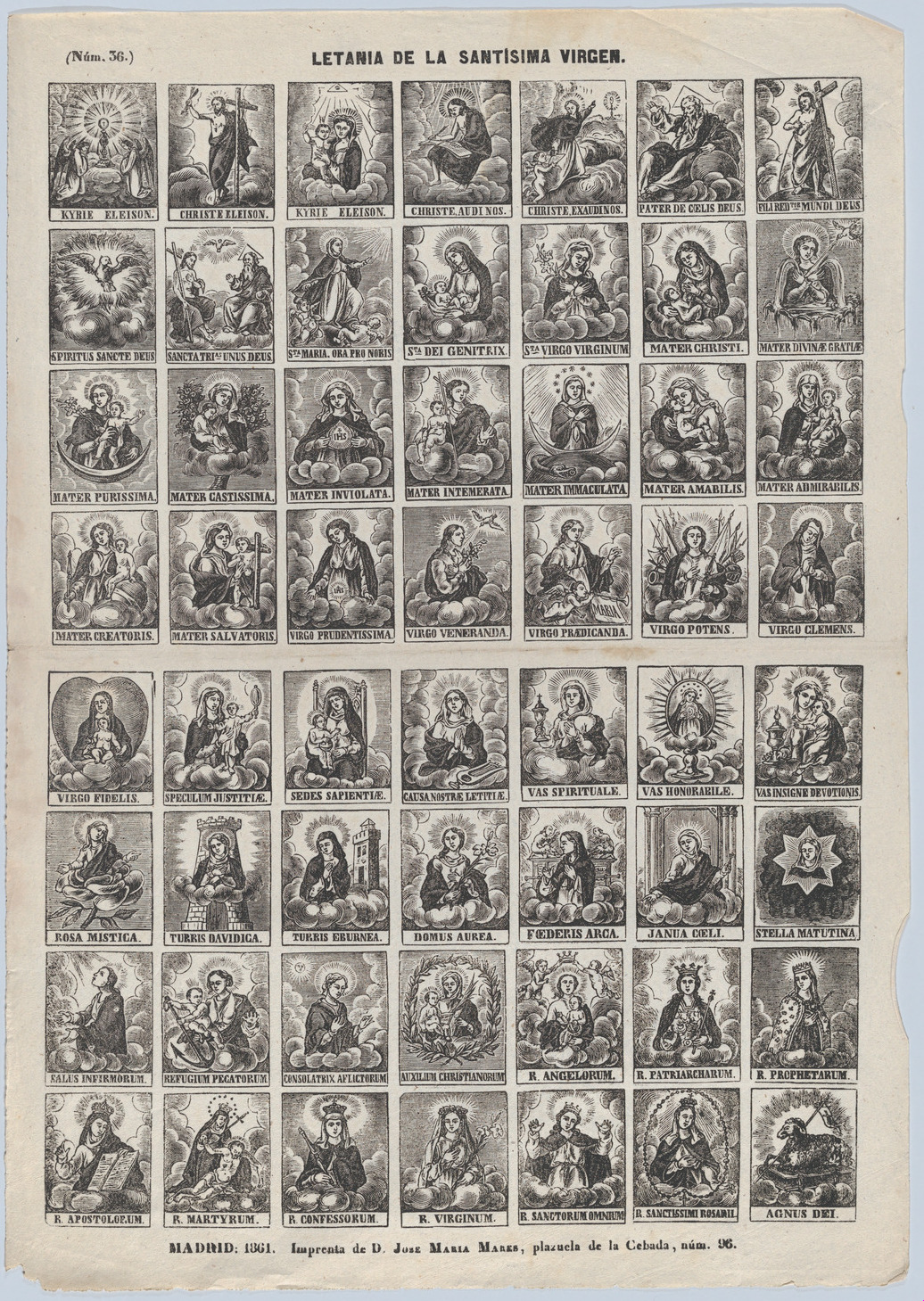
48 scènes relatives aux litanies de la Sainte Vierge, Met Museum de New York
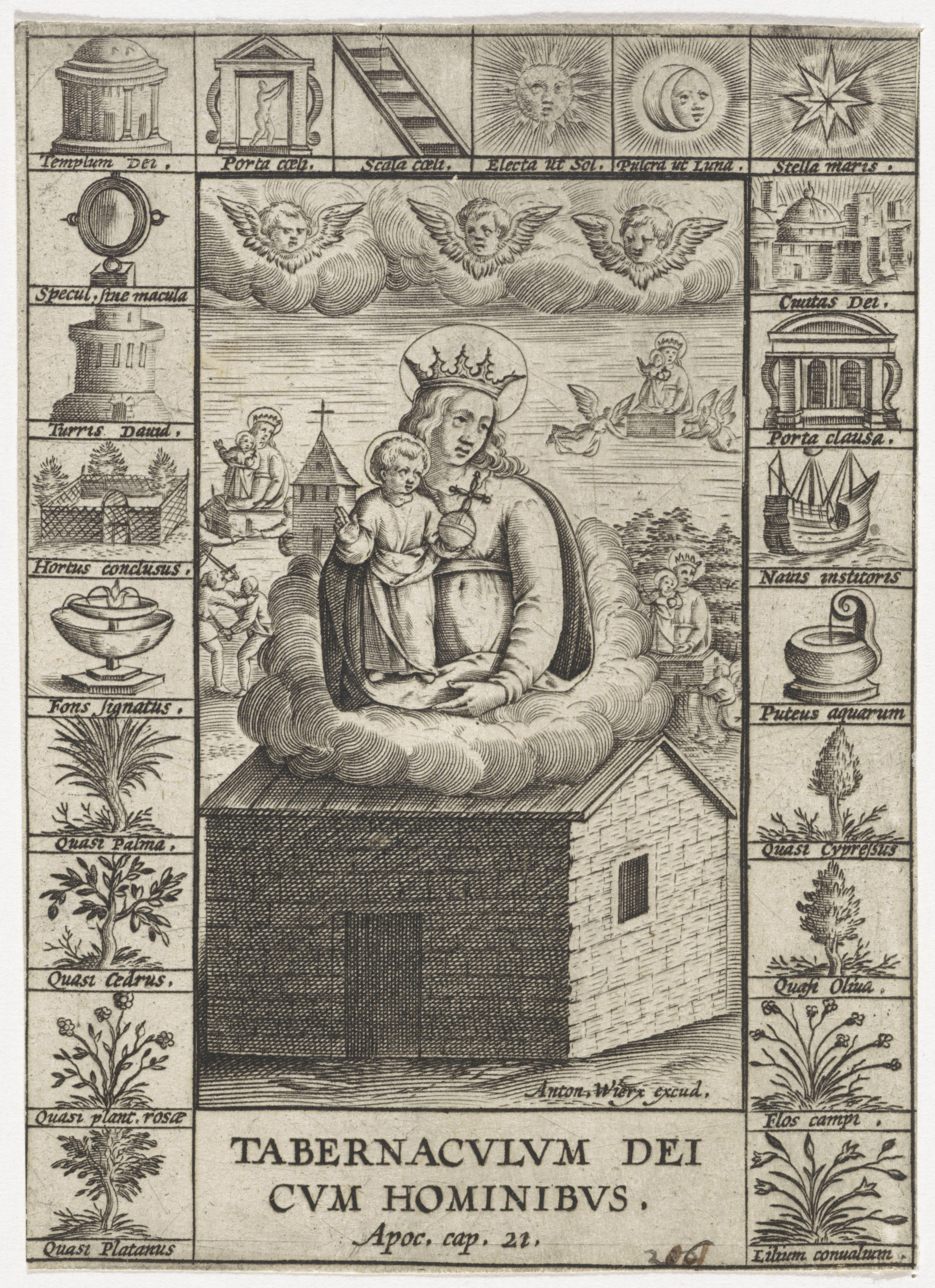
Notre-Dame de Lorette, au milieu des symboles des litanies laurétaine - Tabernacvlvm dei cvm hominibvs.
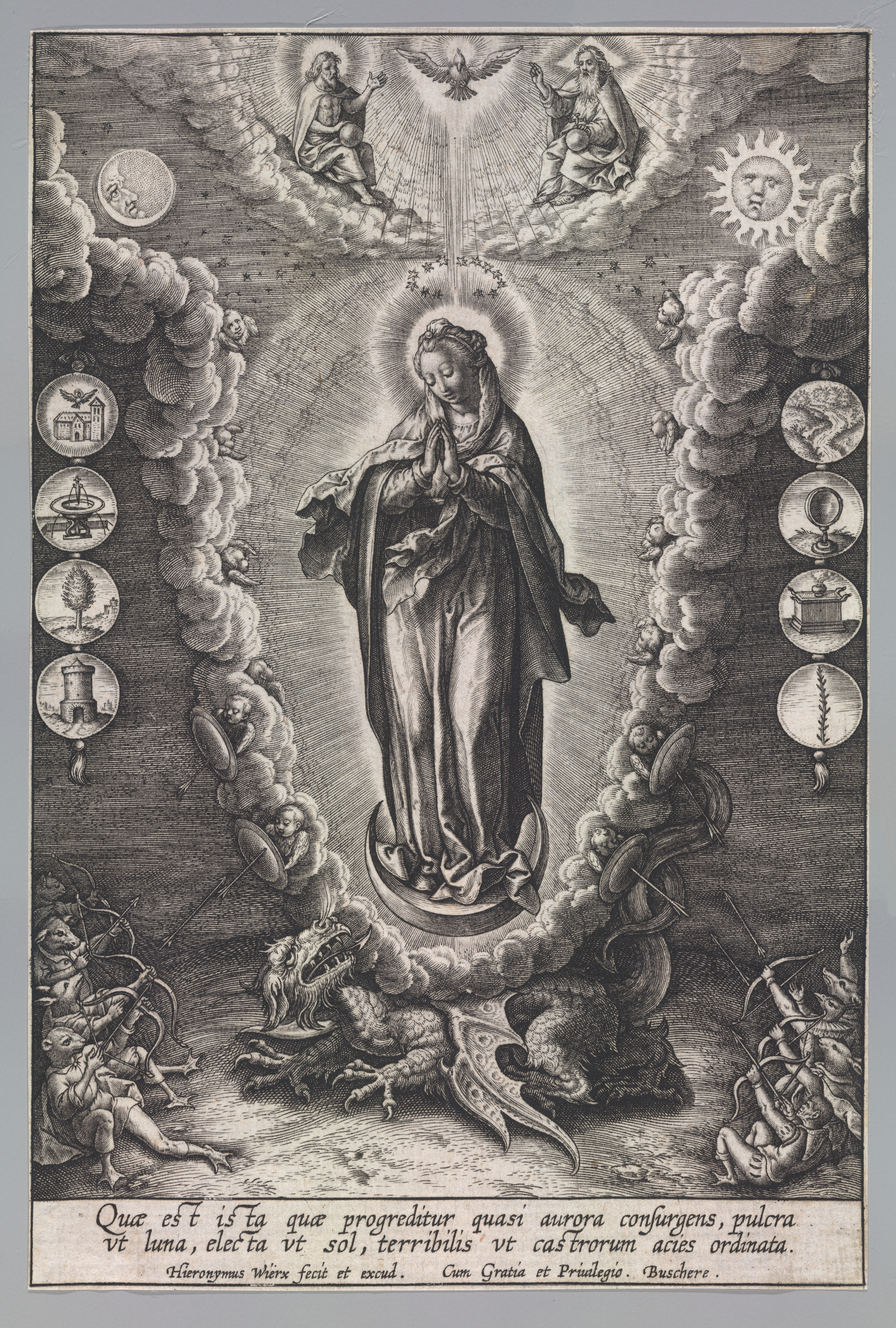
La Sainte Vierge avec les symboles des litanies de Lorette, MET Museum, New York
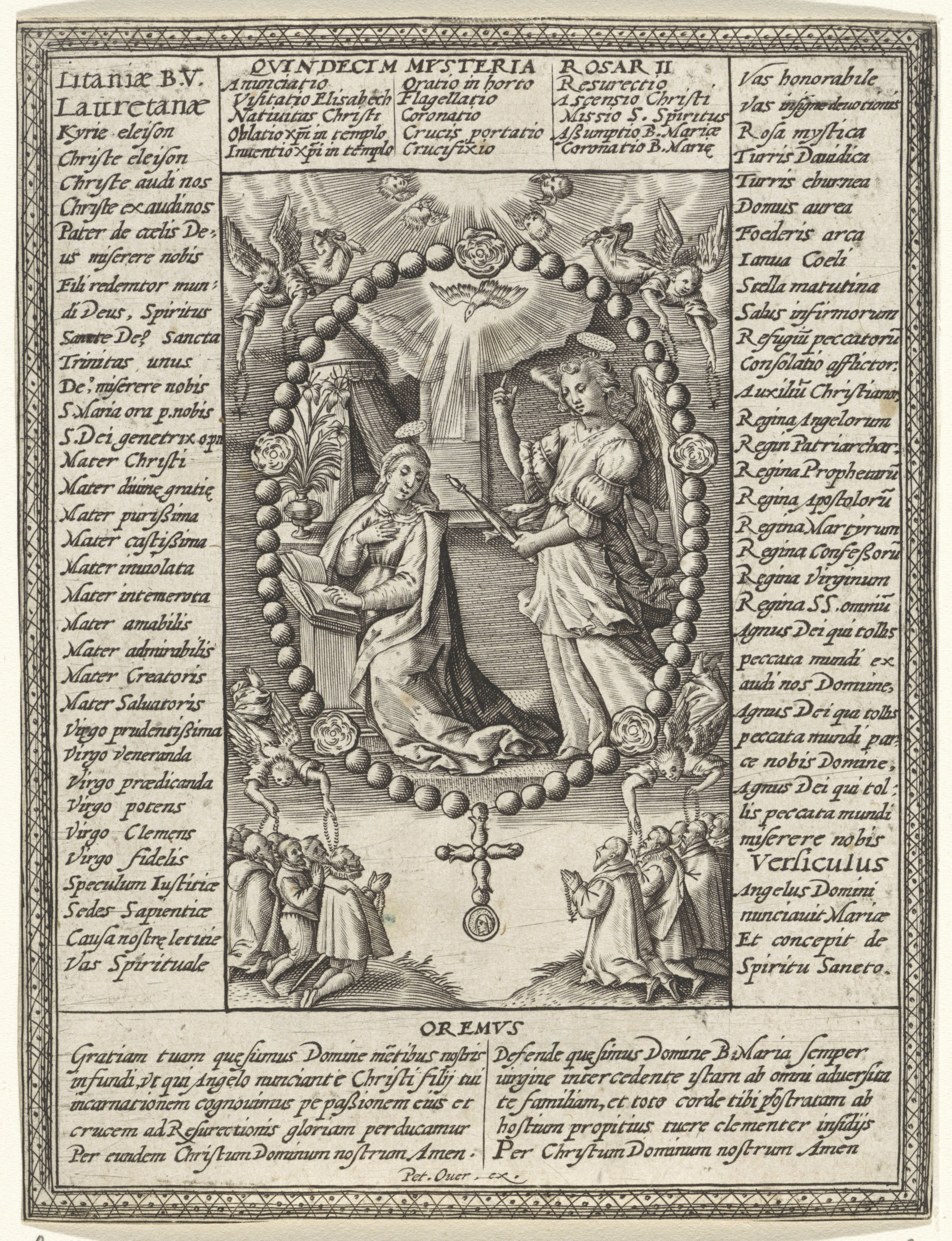
Annonciation et prières des Litanies de Notre-Dame de Lorette, au milieu des symboles - Tabernacvlvm dei cvm hominibvs
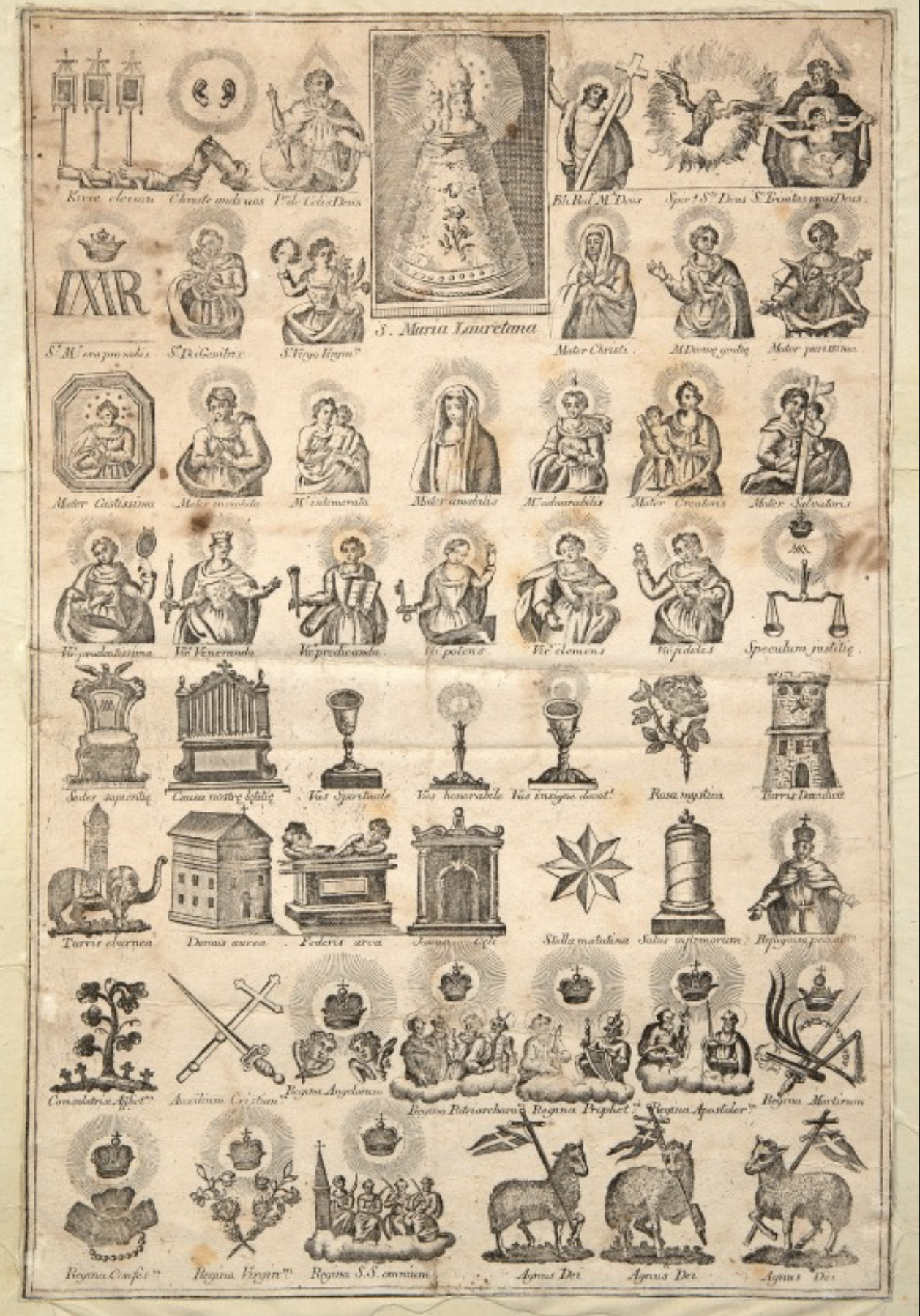
Xylogravure italienne de 1690-1710- Madone de Lorette avec symboles des litanies laurétaines

## Les litanies
| Texte latin                                                     | Texte français,                                                           |
| --------------------------------------------------------------- | ------------------------------------------------------------------------- |
| Kyrie eleison.                                                  | Seigneur, ayez pitié de nous.                                             |
| Christe eleison.                                                | Jésus-Christ, ayez pitié de nous.                                         |
| Kyrie eleison.                                                  | Seigneur, ayez pitié de nous.                                             |
|                                                                 |                                                                           |
| Christe audi nos.                                               | Jésus-Christ, écoutez-nous.                                               |
| Christe exaudi nos.                                             | Jésus-Christ, exaucez-nous.                                               |
|                                                                 |                                                                           |
| Pater de cœlis Deus, miserere nobis.                            | Père céleste, qui êtes Dieu, ayez pitié de nous.                          |
| Fili redemptor mundi Deus, miserere nobis.                      | Fils, rédempteur du monde, qui êtes Dieu, ayez pitié de nous.             |
| Spiritus Sancte Deus, miserere nobis.                           | Esprit Saint, qui êtes Dieu, ayez pitié de nous.                          |
| Sancta Trinitas unus Deus, miserere nobis.                      | Trinité Sainte, qui êtes un seul Dieu, ayez pitié de nous.                |
|                                                                 |                                                                           |
| Sancta Maria, ora pro nobis.                                    | Sainte Marie, priez pour nous.                                            |
| Sancta Dei Genitrix, ora pro nobis.                             | Sainte Mère de Dieu, priez pour nous.                                     |
| Sancta Virgo Virginum, ora pro nobis.                           | Sainte Vierge des Vierges, priez pour nous.                               |
| Mater Christi, ora pro nobis.                                   | Mère du Christ, priez pour nous.                                          |
| Mater Ecclesiæ, ora pro nobis (1964).                           | Mère de l’Église, priez pour nous.                                        |
| Mater misericordiæ, ora pro nobis (2020).                       | Mère de miséricorde, priez pour nous.                                     |
| Mater Divinæ Gratiæ, ora pro nobis.                             | Mère de la divine grâce, priez pour nous.                                 |
| Mater spei, ora pro nobis (2020).                               | Mère de l’espérance, priez pour nous.                                     |
| Mater purissima, ora pro nobis.                                 | Mère très pure, priez pour nous.                                          |
| Mater castissima, ora pro nobis.                                | Mère très chaste, priez pour nous.                                        |
| Mater inviolata, ora pro nobis.                                 | Mère toujours vierge, priez pour nous.                                    |
| Mater intemerata, ora pro nobis.                                | Mère sans tache, priez pour nous.                                         |
| Mater amabilis, ora pro nobis.                                  | Mère aimable, priez pour nous.                                            |
| Mater admirabilis, ora pro nobis.                               | Mère admirable, priez pour nous.                                          |
| Mater boni consilii, ora pro nobis (1903).                      | Mère du bon conseil, priez pour nous.                                     |
| Mater Creatoris, ora pro nobis.                                 | Mère du Créateur, priez pour nous.                                        |
| Mater Salvatoris, ora pro nobis.                                | Mère du Sauveur, priez pour nous.                                         |
| Virgo prudentissima, ora pro nobis.                             | Vierge très prudente, priez pour nous.                                    |
| Virgo veneranda, ora pro nobis.                                 | Vierge vénérable, priez pour nous.                                        |
| Virgo prædicanda, ora pro nobis.                                | Vierge digne de louange, priez pour nous.                                 |
| Virgo potens, ora pro nobis.                                    | Vierge puissante, priez pour nous.                                        |
| Virgo clemens, ora pro nobis.                                   | Vierge clémente, priez pour nous.                                         |
| Virgo fidelis, ora pro nobis.                                   | Vierge fidèle, priez pour nous.                                           |
| Speculum justitiæ, ora pro nobis.                               | Miroir de justice, priez pour nous.                                       |
| Sedes sapientiæ, ora pro nobis.                                 | Siège de la sagesse, priez pour nous.                                     |
| Causa nostræ lætitiæ, ora pro nobis.                            | Cause de notre joie, priez pour nous.                                     |
| Vas spirituale, ora pro nobis.                                  | Vase spirituel, priez pour nous.                                          |
| Vas honorabile, ora pro nobis.                                  | Vase d'honneur, priez pour nous.                                          |
| Vas insigne devotionis, ora pro nobis.                          | Vase insigne de la dévotion, priez pour nous.                             |
| Rosa mystica, ora pro nobis.                                    | Rose mystique, priez pour nous.                                           |
| Turris Davidica, ora pro nobis.                                 | Tour de David, priez pour nous.                                           |
| Turris eburnea, ora pro nobis.                                  | Tour d'ivoire, priez pour nous.                                           |
| Domus aurea, ora pro nobis.                                     | Maison d'or, priez pour nous.                                             |
| Fœderis arca, ora pro nobis.                                    | Arche d'alliance, priez pour nous.                                        |
| Janua cœli, ora pro nobis.                                      | Porte du ciel, priez pour nous.                                           |
| Stella matutina, ora pro nobis.                                 | Étoile du matin, priez pour nous.                                         |
| Salus infirmorum, ora pro nobis.                                | Santé des infirmes, priez pour nous.                                      |
| Refugium peccatorum, ora pro nobis.                             | Refuge des pécheurs, priez pour nous.                                     |
| Solacium migrantium, ora pro nobis (2020).                      | Réconfort des migrants, priez pour nous.                                  |
| Consolatrix afflictorum, ora pro nobis.                         | Consolatrice des affligés, priez pour nous.                               |
| Auxilium christianorum, ora pro nobis.                          | Secours des chrétiens, priez pour nous.                                   |
| Regina Angelorum, ora pro nobis.                                | Reine des Anges, priez pour nous.                                         |
| Regina Patriarcharum, ora pro nobis.                            | Reine des Patriarches, priez pour nous.                                   |
| Regina Prophetarum, ora pro nobis.                              | Reine des Apôtres, priez pour nous.                                       |
| Regina Apostolorum, ora pro nobis.                              | Reine des Prophètes, priez pour nous.                                     |
| Regina Martyrum, ora pro nobis.                                 | Reine des Martyrs, priez pour nous.                                       |
| Regina Confessorum, ora pro nobis.                              | Reine des Confesseurs, priez pour nous.                                   |
| Regina Virginum, ora pro nobis.                                 | Reine des Vierges, priez pour nous.                                       |
| Regina Sanctorum omnium, ora pro nobis.                         | Reine de tous les Saints, priez pour nous.                                |
| Regina sine labe originali concepta, ora pro nobis (1839/1883). | Reine conçue sans le péché originel, priez pour nous.                     |
| Regina in cælum assumpta, ora pro nobis (1950).                 | Reine élevée aux cieux, priez pour nous.                                  |
| Regina Sacratissimi Rosarii, ora pro nobis (1883).              | Reine du très Saint Rosaire, priez pour nous.                             |
| Regina familiae, ora pro nobis (1995).                          | Reine des familles, priez pour nous.                                      |
| Regina pacis, ora pro nobis (1915/1917).                        | Reine de la paix, priez pour nous.                                        |
|                                                                 |                                                                           |
| Agnus Dei qui tollis peccata mundi, parce nobis, Domine.        | Agneau de Dieu, qui effacez les péchés du monde pardonnez-nous, Seigneur. |
| Agnus Dei qui tollis peccata mundi, exaudi nos, Domine.         | Agneau de Dieu, qui effacez les péchés du monde exaucez-nous, Seigneur.   |
| Agnus Dei qui tollis peccata mundi, miserere nobis.             | Agneau de Dieu, qui effacez les péchés du monde ayez pitié de nous.       |
|                                                                 |                                                                           |
| A: Sub tuum præsidium…                                          | A: Sous l'abri de ta miséricorde … (antienne facultative)                 |
|                                                                 |                                                                           |
| ℣: Ora pro nobis, sancta Dei Genitrix.                          | ℣: Priez pour nous Sainte Mère de Dieu.                                   |
| ℟:Ut digni efficiamur promissionibus Christi.                   | ℟: Afin que nous devenions dignes des promesses du Christ.                |

En ce qui concerne la version officielle selon le rite tridentin, voir la publication sous le pontificat de Clément X (1674) Publications anciennes.
Pour les fidèles catholiques, les modifications effectuées à partir de 1883 doivent être respectées, car elles furent tenues à la suite de l'adoption de nouveaux dogmes (voir aussi Modifications de texte aux litanies).

## Structure des Litanies
Les litanies de Lorette se compose de huit parties desquelles de nombreux termes se trouvent dans d'autres sources de l'époque :
1. Kyrie
(voir aussi Letanie devotissime au-dessous[lll 6])
2. Sainteté de la Vierge Marie
(voir aussi Letanie devotissime in laude de la Vergine Maria Advocata sollicita de'Peccatori[lll 6])
3. Mère du Christ
(voir aussi une synthèse de quatre manuscrits[lll 3])
4. Virginité
(voir aussi Ora dicenda die sabbati ad honorem intemerate Dei genitricis Virginis Marie[lll 7])
5. Titres et vertus
(voir aussi Litanies de nostre Dame publiées à Paris chez Jamet Mettayer en 1586[lll 8])
6. Avocate
(voir aussi la fin des Litanies de nostre Dame[lll 9])
7. Reine du ciel
(voir aussi la même synthèse d'Angelo de Santi[lll 10])
8. Agnus Dei
(voir aussi un bréviaire romain, Litania (1546))

## Modifications de texte aux litanies
Après l'interdiction des litanies non autorisées, laquelle fut déclarée en 1601, le Saint-Siège ne souhaitait aucun changement. Toutefois, au XIXe siècle, le Vatican commença à les faire évoluer : 
Il se fut agi d’abord d'approuver quatre nouvelles litanies. Ensuite, les litanies de Lorette connurent des évolutions successives dans leur texte, à la suite de celle des dogmes théologiques.
Aussi, les litanies de Lorette ne sont-elles pas des prières figées dans le temps. Au contraire, elles sont toujours renouvelées, il s'agit d'une confession catholique et théologique de laquelle l'Église recommande aux fidèles en hommage à la Vierge Marie, avec de petits mots, mais les mots dogmatiques les plus importants. Elles respectent autant la tradition depuis le début du christianisme que la pensée de l'Église vivante.
1. Regina sine labe concepta (1839) > Regina sine labe originali concepta (1883)
Au début du XIXe siècle, l'invocation pour la Notre Dame de l'Immaculée Conception devint si forte que le Vatican voulait promouvoir le culte de Sainte Marie. En conséquence, entre 1839 et 1844, cent trente évêques demandèrent au Saint-Siège d'insérer cette invocation dans les litanies de Lorette[26]. Sous l'approbation du pape Grégoire XVI donnée le 8 juin 1839, parmi eux, l'archevêque de Paris Hyacinthe-Louis de Quélen accorda, aux fidèles de son diocèse, la pratique de l'invocation « Regina sine labe concepta, ora pro nobis » avec son mandement daté du 24 juin. Ce texte « Regina sine labe concepta » juste avant l’Agnus Dei resta en usage pendant quarante-quatre ans[27]. Or, en autorisant un nouveau ajout Regina Sacratissimi Rosarii, le Vatican sous le pontificat de Léon XIII précisa que Regina sine labe originali concepta, addatur præconium, Regina Sacratissimi Rosarii[27], à savoir, le mot originali fut définitivement ajouté en 1883 et désormais est obligatoire[27]. De surcroît, toutes les modifications de texte sont dorénavant réservées à l'Église universelle et non facultatives (à Paris, obligatoire à partir de 1839, selon l'article no 3).
— Archevêque Hyacinthe-Louis de Quélen, Mandement de Monseigneur l'archevêque de Paris, au sujet de l'Immaculée Conception de la très-sainte Vierge Marie, Mère de Dieu, Adrien Le Clere et Cie, Paris 1839
2. Regina Sacratissimi Rosarii (1883)
L'invocation de « Regina Sacratissimi Rosarii » fut prescrite par le pape Léon XIII dans un bref du 24 décembre 1883 Salutaris illa[28],[29]. Ce bref suivit la lettre encyclique Supremi Apostolatus Officio ayant demandé la pratique du rosaire au mois d'octobre 1883 entier.
3. Mater boni consilii (1903)
Le même pape fit ajouter l'invocation « Mater boni consilii », par le décret Urbis et Orbis[30] de la Congrégation des Rites daté du 22 avril 1903[29].
4. Regina pacis (1917)
À la suite du commencement inattendu de la Première guerre mondiale, le pape Benoît XV, qui souhaitait la fin de cette guerre, fit l'ajout de l'invocation « Regina pacis » aux litanies, par le décret de la Congrégation des Affaires ecclésiastiques extraordinaires, daté du 16 novembre 1915. Cette insertion était provisoire. Puis, le 5 mai 1917, le Saint-Père ordonna, dans sa lettre destinée au cardinal Pietro Gasparri, secrétaire d'État de Sa Sainteté, de l'y ajouter définitivement à partir du 1er juin[31].
5. Regina in cælum assumpta (1950)
Le cardinal Micara annonça la décision du pape Pie XII de décréter l'ajout de l'invocation « Regina in cælum assumpta » après l'invocation « Regina sine labe originali concepta » le 31 octobre 1950[32]. L'ajout fut suivi, le 1er novembre, de la déclaration du dogme de l'Assomption de la Bienheureuse Vierge Marie[33].
6. Mater Ecclesiæ (1964)
Le terme « Mater Ecclesiæ » fut déclaré, à la suite du concile Vatican II, lorsque la constitution dogmatique Lumen gentium fut signée par saint Paul VI le 21 novembre 1964[34], selon laquelle le mot fut introduit dans les litanies. Ce terme était le mot clés de cette constitution. Le pape l'avait expliqué lors de l'audience générale précédée et tenue le 18 novembre[35].
7. Regina familiæ (1995)
Saint Jean-Paul II considérait que la famille et le mariage demeurent le corps essentiel de l'Église, desquels la Reine du ciel est la protectrice. Après avoir dénoncé la lettre Gratissimam Sane sur ce sujet le 2 février 1994[36], il fit introduire le terme « Regina familiæ » dans les litanies le 31 décembre 1995, lors de l'Angélus à midi. Une coïncidence du calendrier de cette année faisait la fête de la Sainte Famille avec le dernier jour de l'année[37]. La décision fut tenue après la clôture du 700e anniversaire de la Sainte Maison de Lorette en novembre[38].
8. Mater misericordiæ, Mater spei et Solacium migrantium (2020)
À la suite d'une demande du pape François, trois nouvelles invocations furent insérées le 20 juin 2020 par la Congrégation pour le culte divin et la discipline des sacrements : « Mère de miséricorde / Mater misericordiæ », « Mère de l’espérance / Mater spei » et « Réconfort des migrants / Solacium migrantium »[39].

## Litanies de Loretto illustrées
- Peter Stoergler, Asma Poeticum Litaniarum Lauretanarum, Joannis Paltauff, Linz (1636)[cc 4]
- Joseph Sebastian Klauber, Paraphrase des Litanies de Notre Dame de Lorette, par un serviteur de Marie, Frères Klauber, Augsbourg, (posthume, 1781)[40]

58 estampes de Lucchesini d’après les gravures des Frères Klauber pour la deuxième édition espagnol de l’ouvrage Letania Lauretana de 1768 :

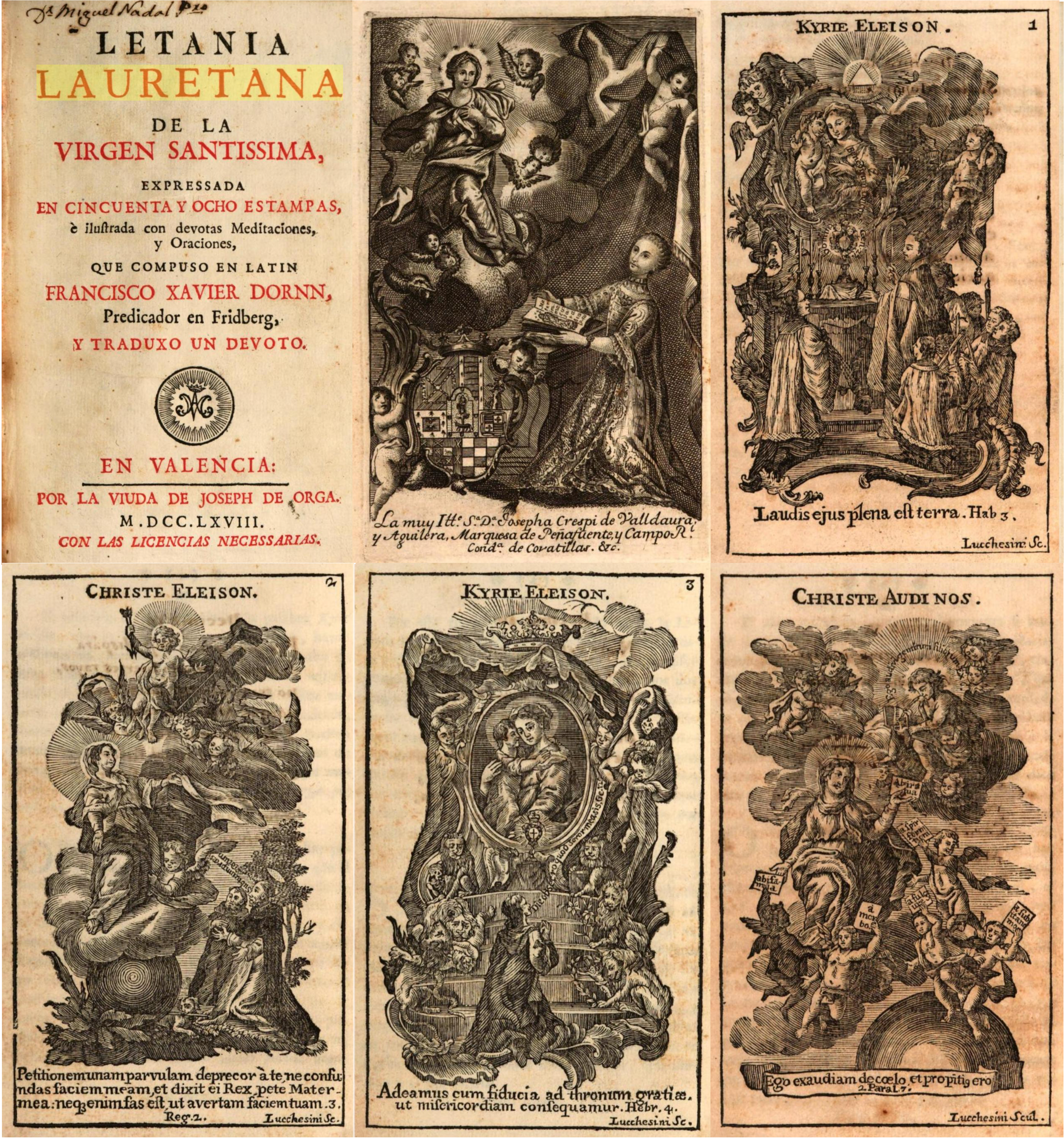
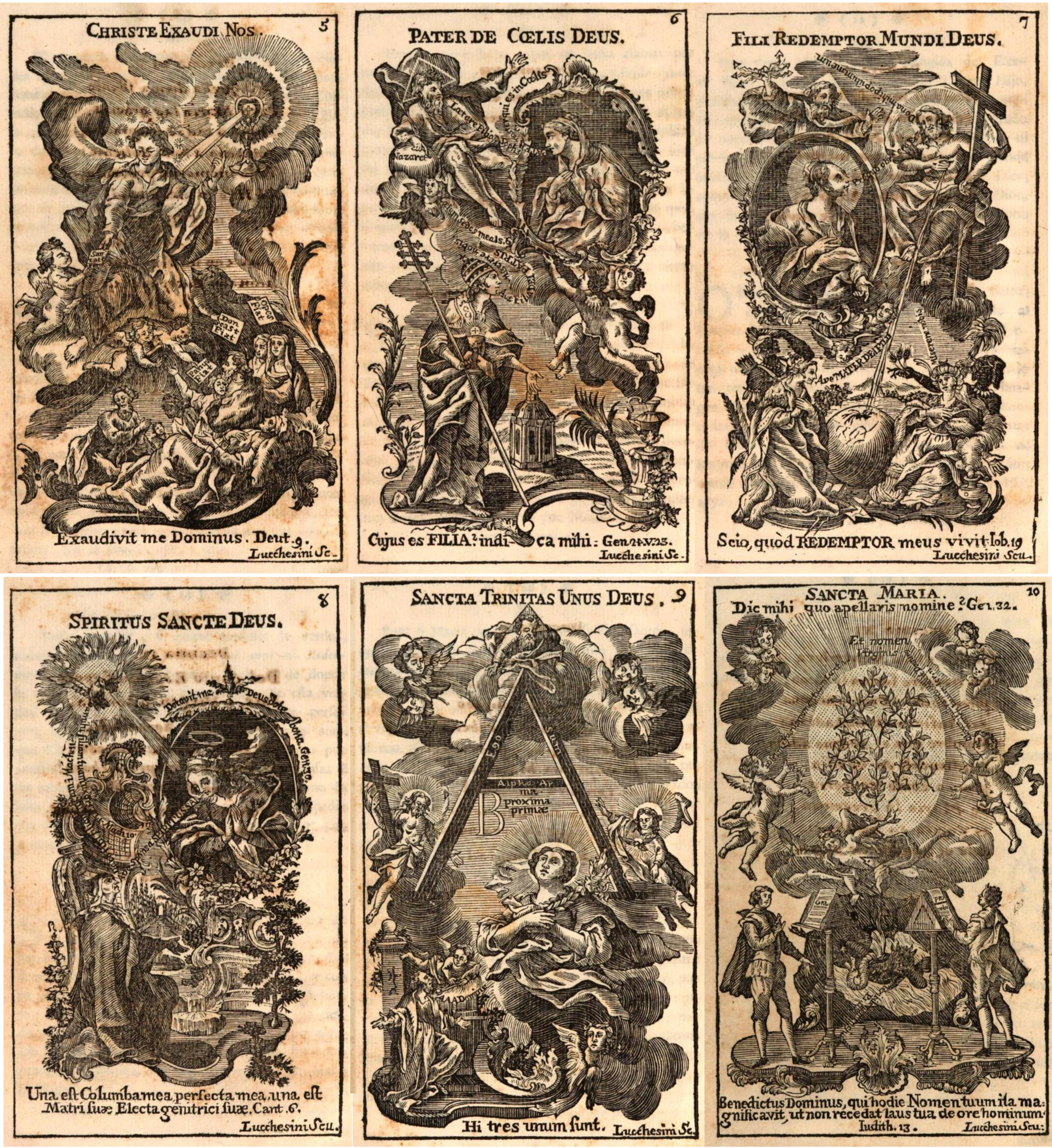
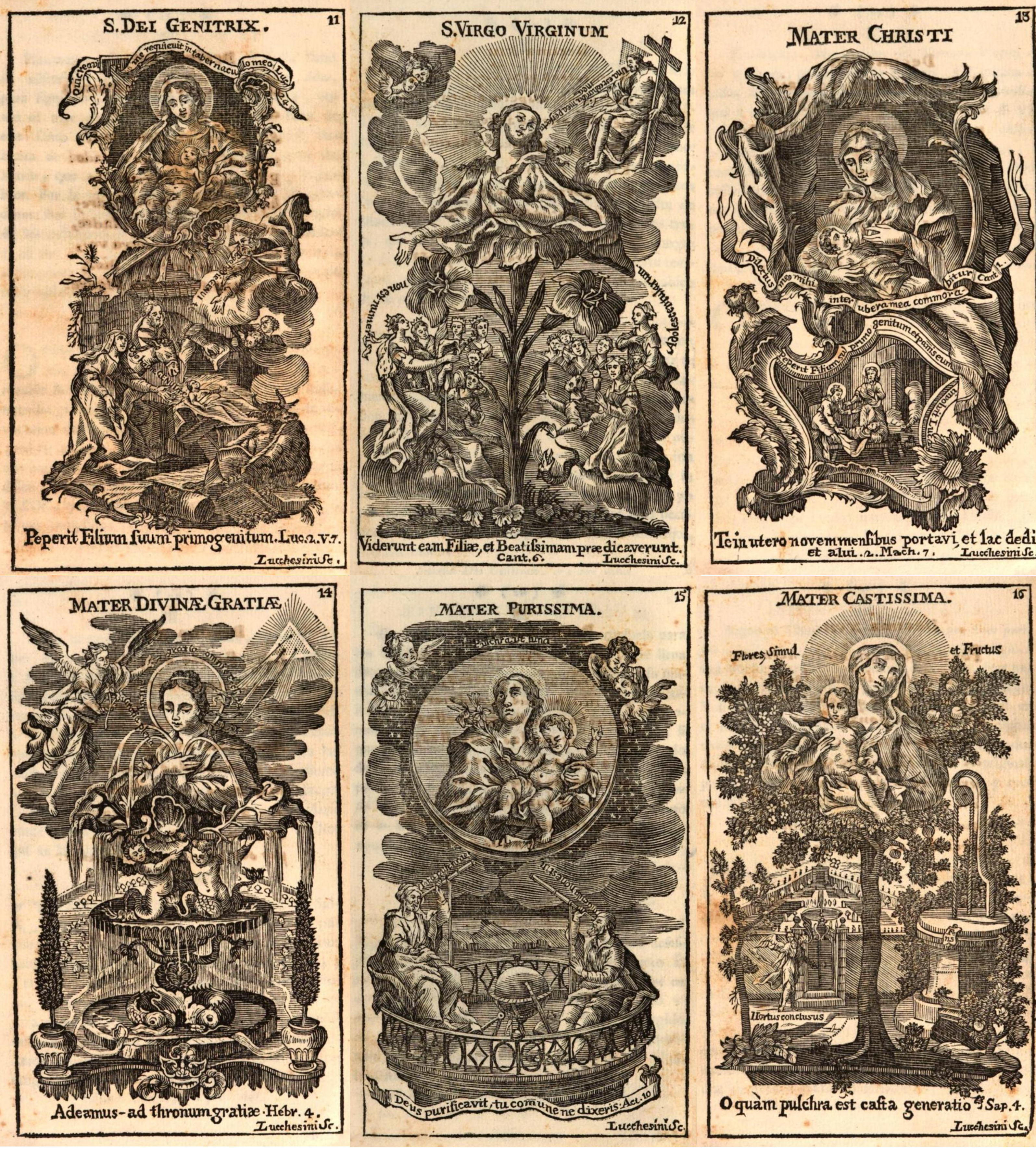
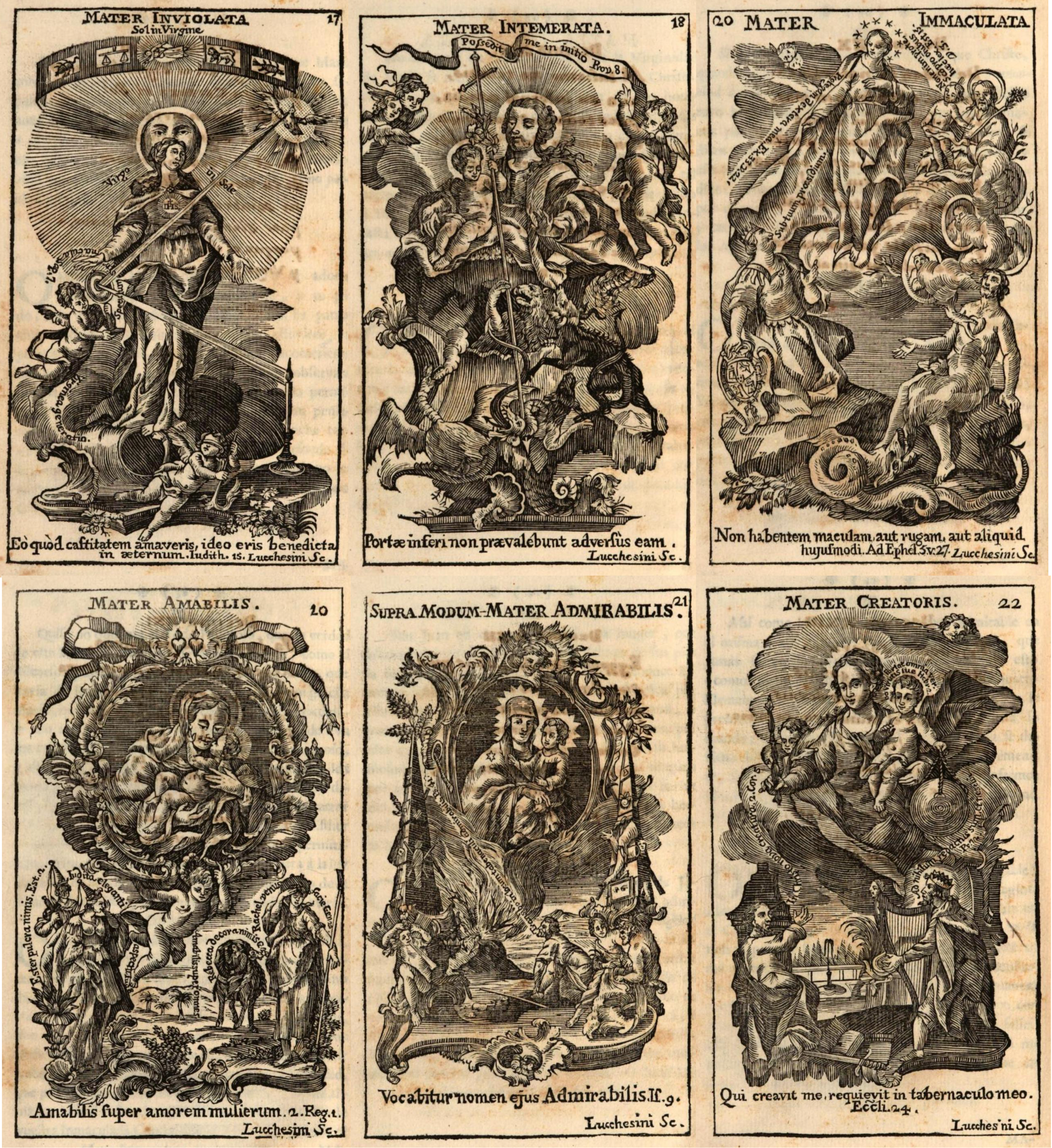
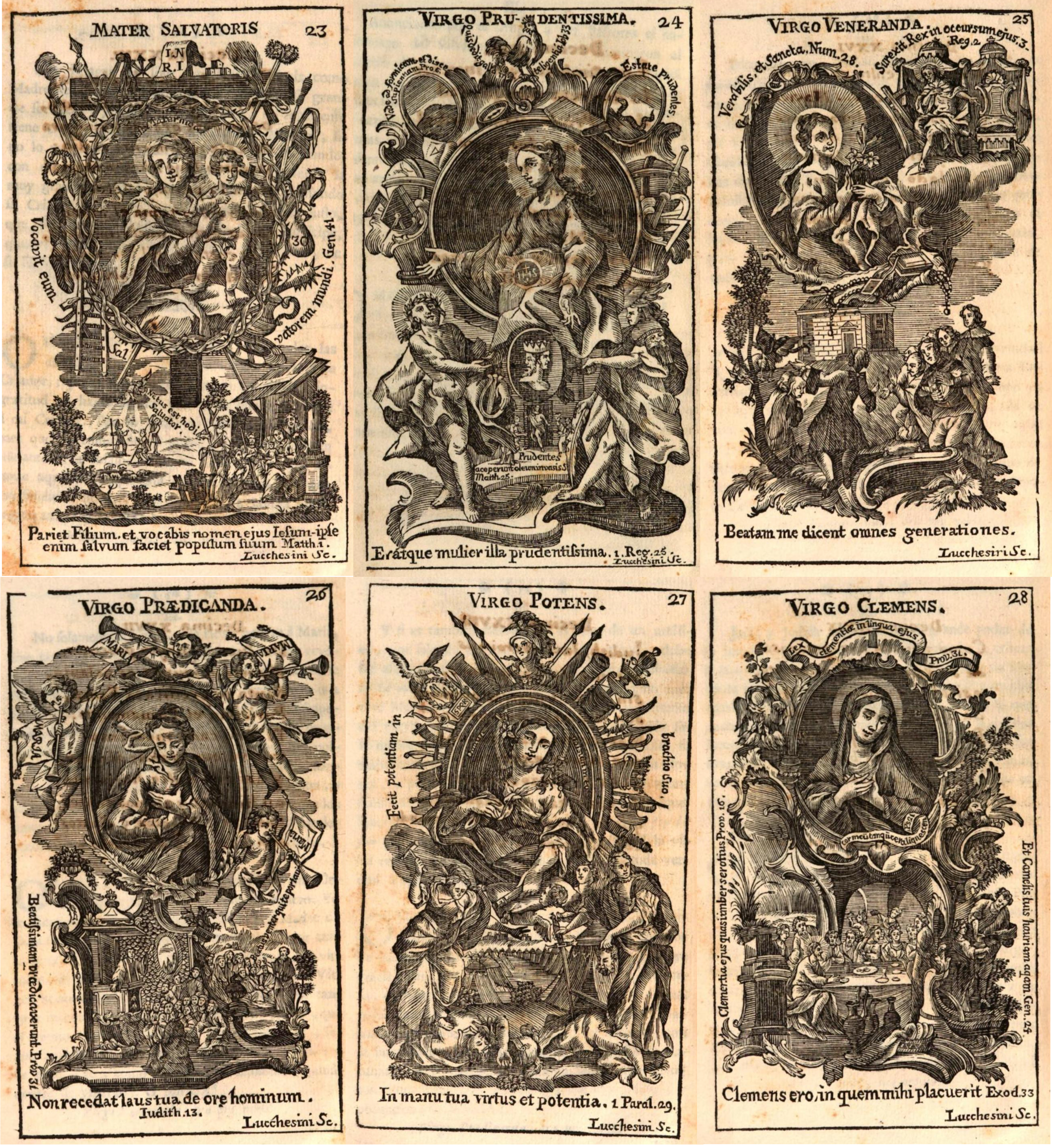
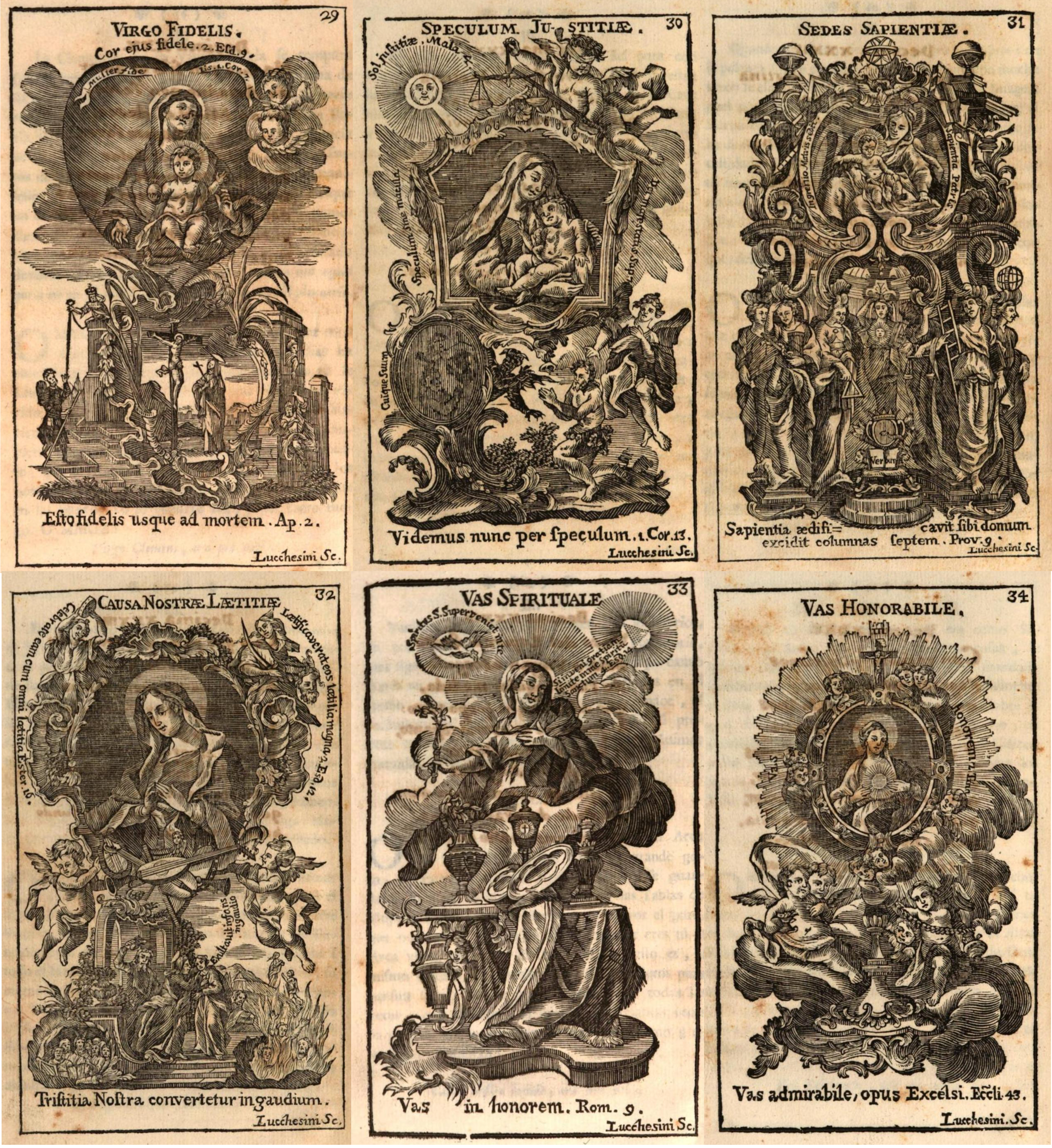
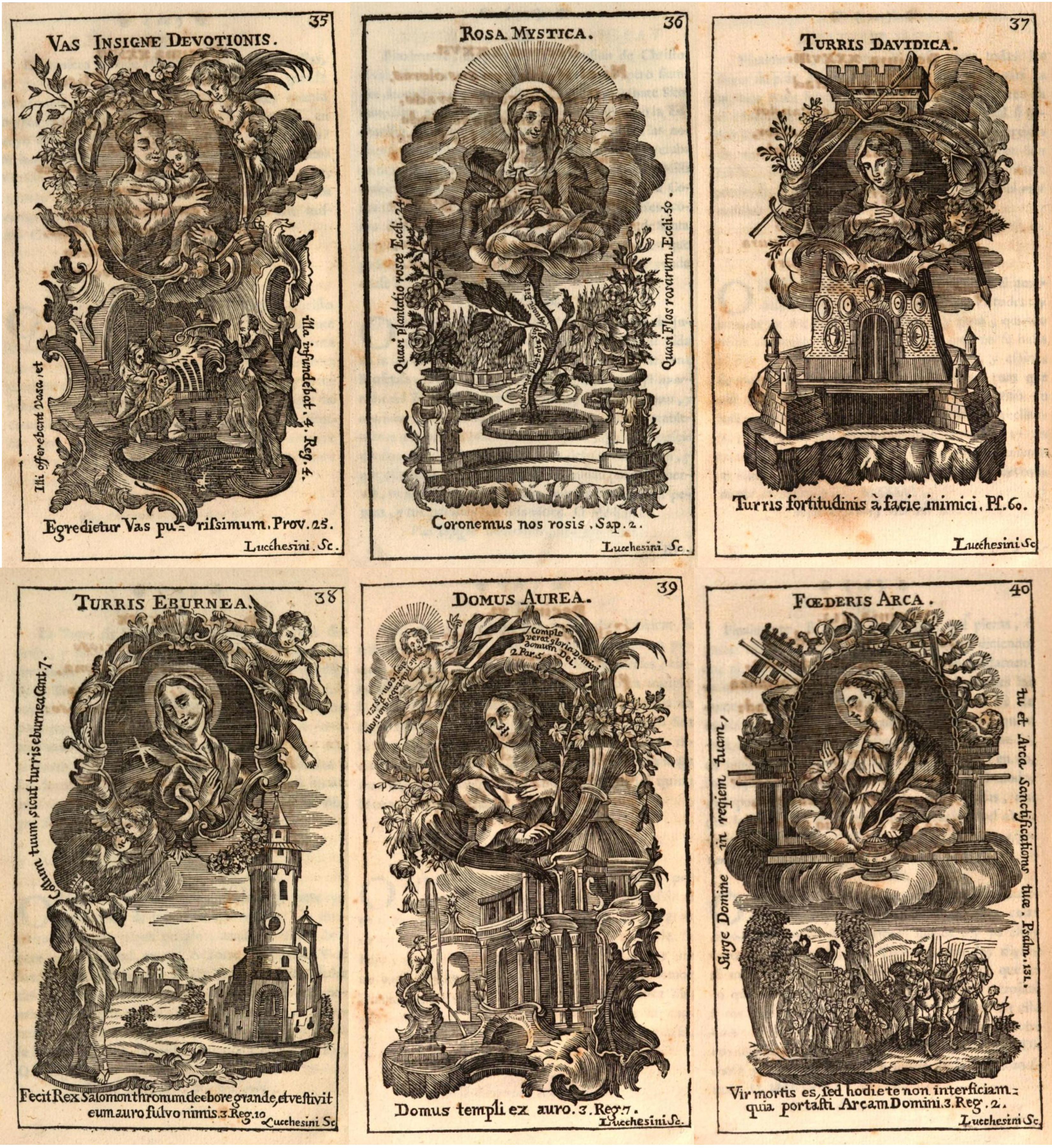
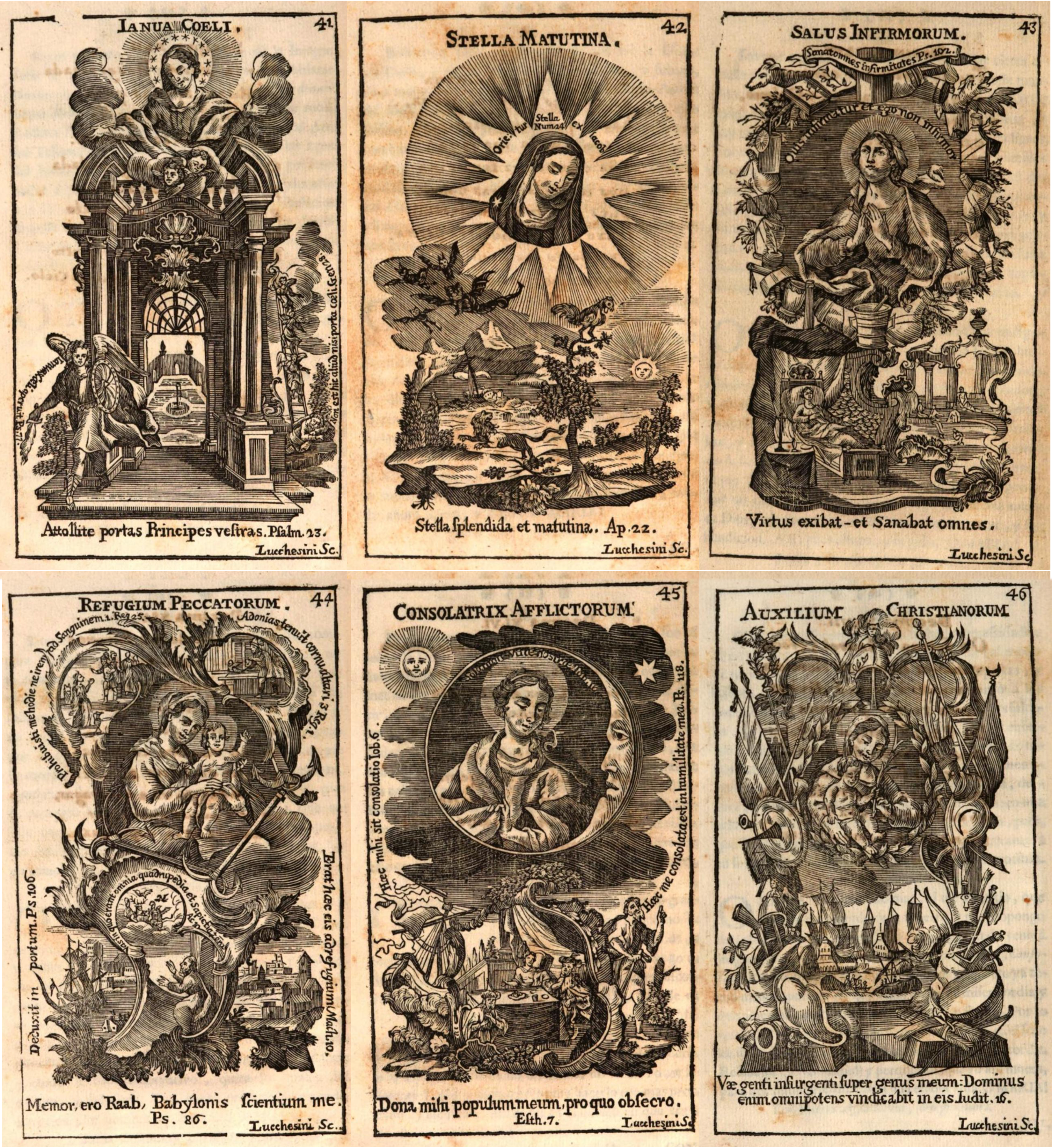
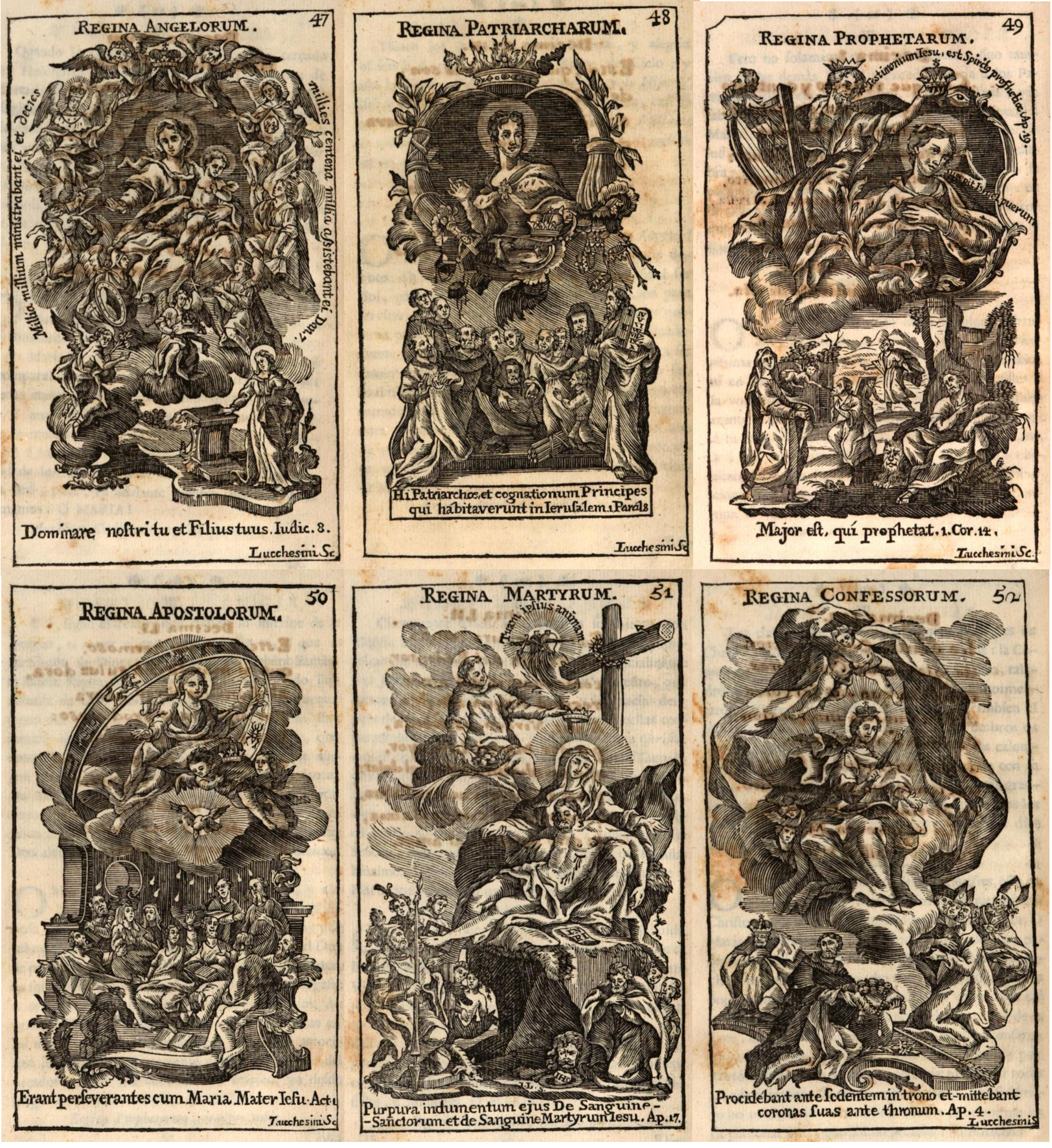
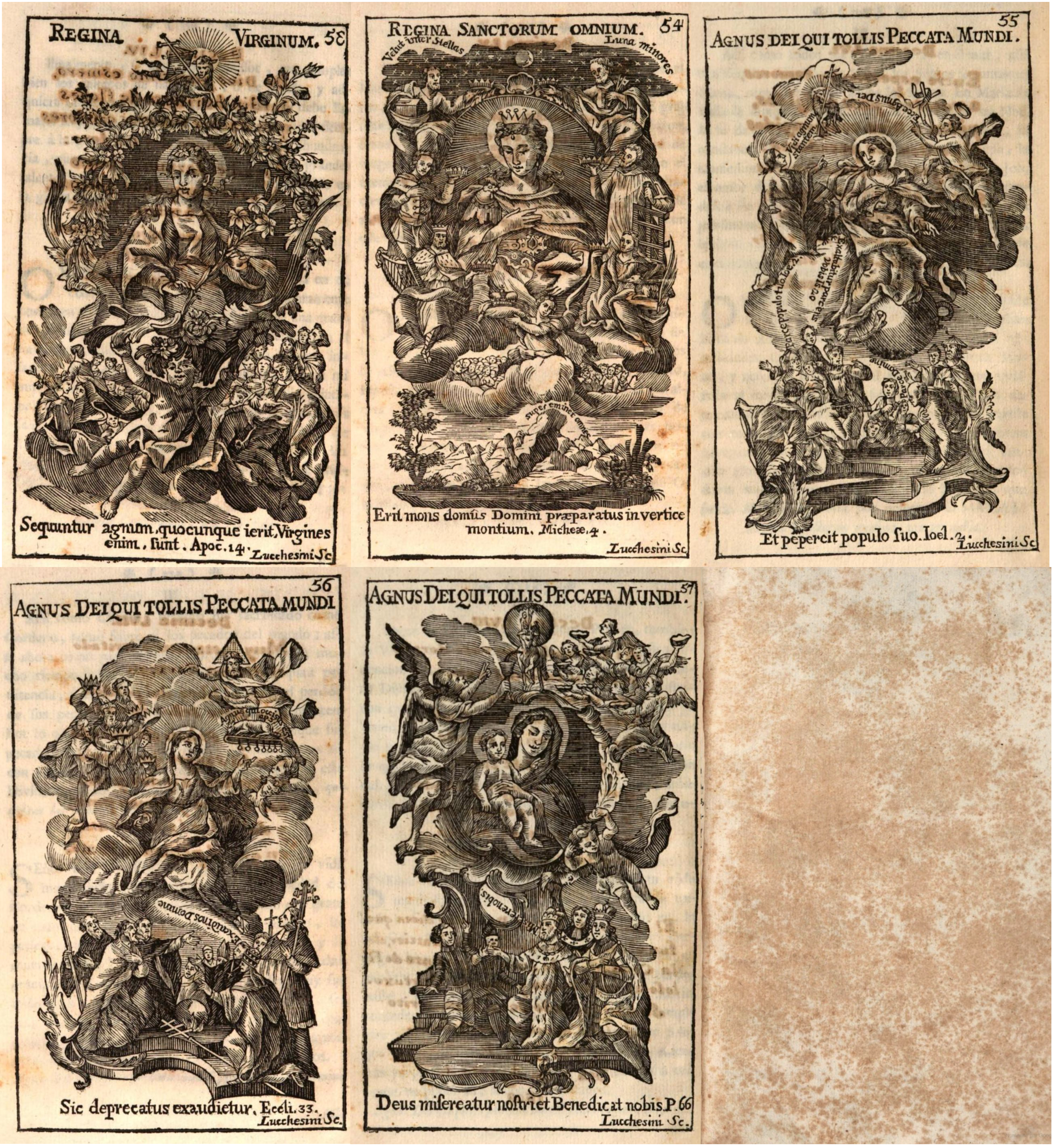

## Interprétations musicales des Litanies de Lorette
Aucune composition avant 1580 n'est connue.

### À la Renaissance
- Giovanni Pierluigi da Palestrina (1525-1594) : Litaniae de Beata Virgine Maria
- Salvatore Sacco (élève supposé de G.P. da Palestrina) : Litaniae Lauretanae
- Costanzo Porta (vers 1529 - 1601) : Litaniæ à 7 voix, dans le Liber quinquagina duorum motectorum (1580)[rk 7]
- Roland de Lassus (1532-1594) : compositions à partir de 1585[rk 3]
  - 2 Litania Lauretana à 4 voix[3]
  - 5 Litania Lauretana à 5 voix[3]
  - Litania Laurentana à 6 voix[3]
  - Litania Laurentana à 8 voix en double-chœur[3]
  - 2 Litania Laurentana à 9 voix en double-chœur[3]
  - Litania Laurentana à 10 voix en double-chœur[3]
- Claudio Merulo (1533-1604) : Lytaniæ Beatæ Mariæ Virginis à 8 voix avec orgue (posthume 1609)[dab 13]
- Annibale Stabile (vers 1535 - 1595) : Letaniæ Beatæ Mariæ Virginis et nominis Jesus (1583)[rk 10]
- Tomás Luis de Victoria (vers 1548 - 1611) : Letaniæ de Beata Virgine à 8 voix en 2 chœurs, dans le recueil Motecta quæ partim (1583)[41] [partition en ligne]
- Girolamo Belli (1552 - vers 1620) : Letanie della Beata Vergine à 5 voix, B1735 (1610)[dab 14]
- Giovanni Gabrieli (1557-1612) : Litaniæ Beatæ Mariæ Virginis à 8 voix, dans le recueil Symphoniæ sacræ, C63 (1612)[42]
- Felice Anerio (1560-1614), Litaniae Beatissimae Virginis Mariae
- Lodovico Grossi da Viadana (1560-1625) : 
  - Litanie che si cantano nella Santa Casa di Loreto à 3 voix, V1376 (1605)[dab 15]
  - 4 Litanie che si cantano nella Santa Casa di Loreto à 4 voix, V1376 (1605)[dab 15]
  - 2 Litanie che si cantano nella Santa Casa di Loreto à 5 voix, V1376 (1605)[dab 15]
  - Litanie che si cantano nella Santa Casa di Loreto à 6 voix, V1376 (1605)[dab 15]
  - Litanie che si cantano nella Santa Casa di Loreto à 7 voix, V1376 (1605)[dab 15]
  - 2 Litanie che si cantano nella Santa Casa di Loreto à 8 voix, V1376 (1605)[dab 15]
  - Litanie che si cantano nella Santa Casa di Loreto à 12 voix, V1376 (1608)[dab 15]
- Camillo Cortellini (1561-1630) : 
  - Litanie della Beata Vergine à 5 voix, C4170 (1615)[dab 16]
  - Litanie della Beata Vergine à 6 voix, C4170 (1615)[dab 16]
  - Litanie della Beata Vergine à 7 voix, C4170 (1615)[dab 16]
  - Litanie della Beata Vergine à 8 voix, C4170 (1615)[dab 16]
- Vincenzo Pellegrini (vers 1562 - 1630) : 
  - Litaniæ B. Virginis Mariæ à 5 voix, P1180 (1613)[dab 17]
  - Litaniæ B. Virginis Mariæ à 8 voix, P1180 (1613)[dab 17]
- Claudio Monteverdi (1567-1643) : Letanie della Beata Vergine à 6 voix (1620)[dab 18]
- Girolamo Giacobbi (1567-1629) : Litanie et motetti da concerto e da capella a due chori per la Santissima Vergine à 8 voix, G1823 (1618)[dab 19]
- Giovanni Battista Gnocchi (1569-1630) : 
  - 4 Litaniarum Beatæ Maria Virg. (1597)[rk 11]
- Girolamo Bartei (vers 1570 - vers 1618) : Litaniæ Beatæ Virginis à 8 voix, B1063 (1618)[dab 20]
- Ignazio Donati (vers 1570 - 1638) : 
  - Letanie della Beata Vergine à 5 voix, D3380 (1616)[dab 21]
  - Letanie della Beata Vergine in concerto à 6 voix, D3391 (1618)[dab 21]
- Pietro Lappi (vers 1575 - 1630) : 
  - Litanie della Beata Vergine à 8 voix, L682 (1607)[dab 22]
  - 2 Letanie della Beata Vergine à 4 voix, L696 (1627)[dab 23]
  - Letanie della Beata Vergine à 5 voix, L696 (1627)[dab 23]
  - Letanie della Beata Vergine à 6 voix, L696 (1627)[dab 23]
  - Letanie della Beata Vergine à 7 voix, L696 (1627)[dab 23]
- Erasmo Marotta (1576-1641) : Litania à 5 ou 6 voix, M713 (1635)[dab 24]
- Agostino Agazzari (1578-1640) :
  - Litanie della Madonna Santissima à 4 voix, A363 (1611)[dab 25]
  - 2 Litaniæ Beatissimæ Virginis à 5 voix, A378 (1639)[dab 25]
  - Litaniæ Beatissimæ Virginis à 6 voix, A378 (1639)[dab 25]
  - 2 Litaniæ Beatissimæ Virginis à 8 voix, A378 (1639)[dab 25]
- Guglielmo Lipparini (vers 1578 - vers 1645) :
  - Litanie della Beata Vergine Maria à 5 voix, L2576 (1629)[dab 26]
  - Sacre laudi che si cantano nella Santa Casa di Loreto, Letanie concertate à 3 voix, L2477 (1634)[dab 24]
  - Letanie à 4 voix, L2477 (1634)[dab 24]
  - 7 Letanie à 5 voix, L2477 (1634)[dab 24]
  - 3 Letanie à 8 voix, L2477 (1634)[dab 24]
  - Letanie concertate à 8 voix, L2477 (1634)[dab 24]
  - Litanie della Beata Vergine Maria che si cantano nella Santa Casa di Loreto à 4 voix, L2578 (1635)[dab 27]
- Johannes Hieronymus Kapsberger (vers 1580 - 1651) :
  - 2 Litaniæ à 4 voix, K200 (1631)[dab 28]
  - Litaniæ à 6 voix, K200 (1631)[dab 28]
  - Litaniæ à 8 voix, K200 (1631)[dab 28]
- Giovanni Ghizzolo (vers 1580 - vers 1625) :
  - Litaniæ Beatæ Mariæ Virginis ubi cantantur in Ecclesiæ Laurentanæ à 8 voix, G1786 (1613)[dab 29]
  - Letanie della Beata Vergine à 5 voix, G1787 (1615)[dab 30]
  - Litaniæ Beatæ Virginis Mariæ à 9 voix, G1790 (1619)[dab 30]
  - Letanie della Beata Vergine à 4 voix, G1797 (1622)[dab 30]
  - Litanie della Madona à 5 voix avec orgue, G1799 (1623)[dab 19]
- Antonio Cifra (vers 1584 - 1629) : 
  - 4 Lætaniæ à 8 voix, C2195 (1613)[dab 31]
  - Lætaniæ à 12 voix, C2195 (1613)[dab 31]
- Biagio Tomasi (vers 1585 - 1640) : Litaniæ Beatæ Mariæ Virginis à 4 voix (1635)[dab 32]

### Musique baroque

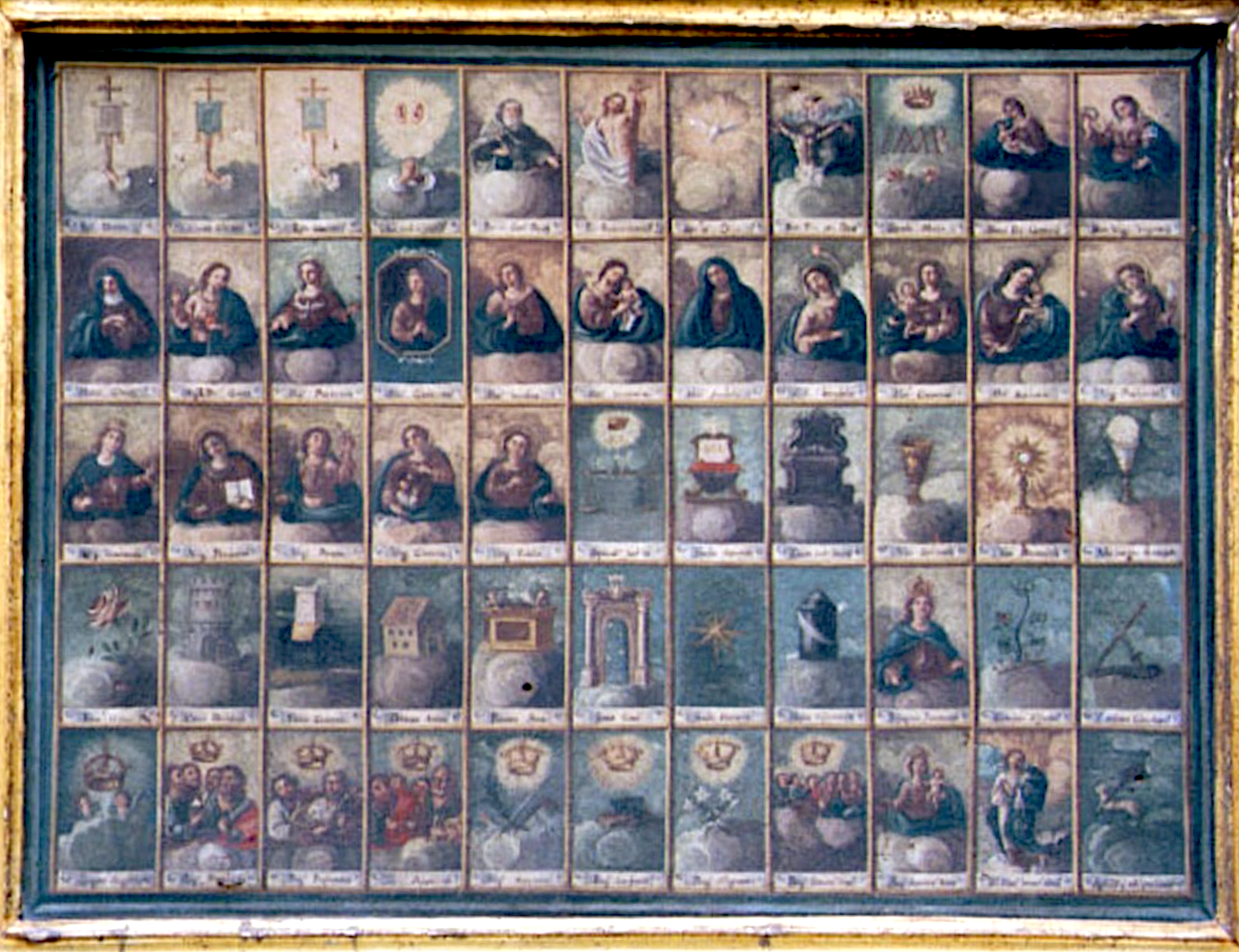
Peinture de Campanie (diocèse de Caserne) de la Madone avec les symboles des Litaniae Lauretanae (1618)

- Andrea Falconieri (1585-1656) : Littanie Beata Virginis à 5 voix, F84 (1619)[dab 33]
- Domenico Massenzio (1586-1657) : 
  - Litaniis Beatæ Mariæ Virginis à 5 voix, M1310 (1614)[dab 24]
  - Litaniis Beatæ Mariæ Virginis à 7 voix, M1311 (1616)[dab 24]
  - Letanie à 4 voix, M1318 (1631)[dab 34]
  - Litaniis Beatæ Mariæ Virginis en déchant, M1324 (1643)[dab 34]
- Lorenzo Ratti (1589-1630) : 
  - Litaniæ Beatissimæ Virginis Mariæ à 5 voix, R334 (1630)[dab 35]
  - Litaniæ Beatissimæ Virginis Mariæ à 6 voix, R334 (1630)[dab 35]
  - Litaniæ Beatissimæ Virginis Mariæ à 7 voix, R334 (1630)[dab 35]
  - 5 Litaniæ Beatissimæ Virginis Mariæ à 8 voix, R334 (1630)[dab 35]
  - Litaniæ Beatissimæ Virginis Mariæ à 12 voix, R334 (1630)[dab 35]
- Alessandro Grandi (1590-1630) :
  - Letanie della Beata Vergine à 5 voix, G3427 (1614)[dab 36]
  - Letanie della Beata Vergine à 5 voix (1614)[dab 36]
- Biagio Marini (1594-1663) : Litanie de Santi à 4 voix avec 2 violons, M670 (1655)[dab 37]
- Tarquinio Merula (1595-1665) : 
  - Laudi della Beata Vergine Maria à 5 voix, M2339 (1628)[dab 38]
  - Lætaniæ concertatæ della Beata Vergine à 5 voix, M2341 (1640)[dab 38]
- Giovanni Rovetta (1596-1668) : 
  - Litanie della Madonna à 3 voix, R2964 (1635)[dab 39]
  - Litanie della Madonna à 4 voix, R2967 (1639)[dab 40]
- Giovanni Battista Ala (vers 1598 ? - vers 1630 ?) : Litania nova Beatæ Mariæ Virginis à 5 voix, A553b (1633)[dab 41]
- Étienne Moulinié (1599-1676) : Litanies de la Vierge à 5 voix avec basse continue[43]
- Adam Václav Michna (vers 1600 - 1676) : Litaniæ Beatæ Mariæ Virginis pour 5 solistes, chœur à 4 voix et cordes (1654)[44]
- Giuseppe Giamberti (vers 1600 - 1663) : Litaniis Beatæ Mariæ Virginis à 5 voix, G1829 (1627)[dab 42]
- Giovanni Felice Sances (vers 1600 - 1679) :
  - Litanie della Beatissima Vergine à 3 voix, S771 (1640)[dab 43]
  - Litanie della Beatissima Vergine à 4 voix, S771 (1640)[dab 43]
  - Litanie della Beatissima Vergine à 5 voix, S771 (1640)[dab 43]
  - Litanie della Beatissima Vergine à 6 voix, S771 (1640)[dab 43]
  - Litanie della Beatissima Vergine à 7 voix, S771 (1640)[dab 43]
  - Litanie della Beatissima Vergine à 8 voix, S771 (1640)[dab 43]
- Luigi Battiferri (vers 1600 - 1682) : Litanie della Madonna à 3 voix, B1289 (1642)[dab 44]
- Orazio Tarditi (1602-1677) : 
  - Litaniæ in fine Beatæ Virginis Mariæ à 5 voix, T183 (1622)[dab 45]
  - Letanie della Madonna à 4 voix, T188 (1637)[dab 45]
  - Litaniæ in fine Beatæ Mariæ Virginis à 3 voix, T193 (1640)[dab 45]
  - 2 Letanie della Beatissima Vergine Maria in concerto à 4 voix, T196 (1644)[dab 46]
- Marco Uccellini (1603-1680) : Letanie della Beata Vergine à 5 voix avec instruments (1654)[dab 47]
- Francesco Foggia (1603-1688) : 
  - Litaniæ Beatæ Mariæ Virginis à 5 voix, F1443 (1652)[dab 48]
  - Litaniæ Beatæ Mariæ Virginis à 3 voix, F1448 (1665)[dab 48]
  - 2 Litanie à 4 voix, F1451 (1672)[dab 49]
  - Letanie à 5 voix, F1451 (1672)[dab 49]
  - Letanie à 6 voix, F1451 (1672)[dab 49]
- Bonifazio Graziani (vers 1605 - 1664) : 
  - Litanie à 4 voix, G3676 (1665)[dab 50]
  - 2 Litanie à 5 voix, G3676 (1665)[dab 50]
  - Litanie à 7 voix, G3676 (1665)[dab 50]
  - Litanie à 8 voix, G3676 (1665)[dab 50]
  - Litanie della Madonna à 3 voix, G3677 (posthume 1675)[dab 50]
- Henry Du Mont (1610-1684) :
  - Litaniæ Beatæ Mariaæ Virginis à 4 voix accompagné de cordes, dans le recueil Cantica sacra, O 3/i (1652)[45]
  - Litanies de la Vierge dans le recueil Mélanges à 2, 3, 4 et 5 parties par le Sieur du Mont, n° XXV (1657)[46]
- Maurizio Cazzati (1616-1678) :
  - Letanie della Beata Vergine Maria à 4 voix, C1585 (1647)[dab 51]
  - Letanie à 3 voix, C1627 (1668)[dab 52]
  - Letanie à 5 voix, C1627 (1668)[dab 52]
  - Letanie concertate à 5 voix avec violons, C1627 (1663)[dab 52]
  - Litanie della Beata Vergine à 3 voix, C1648 (1668)[dab 53]
- Isabella Leonarda (1620-1704) : 
  - Lettanie della Beata Vergine à 4 voix, I92 (1670)[dab 54]
  - Litanie à 5 voix, I107 (1700)[dab 54]
- Sisto Reina (1623-1664) : 
  - Litanie della Beata Virgine Maria à 8 voix, R1012 (1648)[dab 55]
  - Litaniæ Beatissimæ Mariæ Virginis à 5 voix, R1013 (1651)[dab 55]
- Giovanni Legrenzi (1626-1690) : Lettanie della Beata Vergine à 5 voix, L1618 (1662)[dab 26]
- Guillaume-Gabriel Nivers (1632-1714) : Litanies à la Vierge Marie pour soprano solo et basse continue, dans le recueil Metets à voix seule (1689)[47]
- Carlo Grossi (1634-1688) : Litanie brevi della Beata Vergine à 8 voix, G4729 (1657)[dab 56]
- Giovanni Paolo Colonna (1637-1695) : 
  - 4 Litanie della Beata Vergine à 8 voix, C3465 (1682)[dab 57]
- Giovanni Buonaventura Viviani (1638-1692) : Litanie della Beata Vergine pour 2 soprano et basse continue (1668)[dab 58]
- Alessandro Melani (1639-1703) : Litanie per la Beata Vergine à 9 voix en double-chœur[48]
- Paolo Lorenzani (1640-1713) : Litanies à la Vierge[49]
- Marc-Antoine Charpentier (1643-1704) :  
  - Litanies de la Vierge pour haute-contre, ténor, basse et basse continue, H.82 (1682)[50]
  - Litanies de la Vierge pour 7 solistes, chœur à 6 voix et cordes, H.83 (1684)[51]
  - Litanies de la Vierge pour 3 voix d'hommes et instruments, H.84[52]
  - Litanies de la Vierge pour 5 solistes, chœur à 5 voix, 2 flûtes, clavier et cordes, H.85 (vers 1691)[53]
  - Litanies de la Vierge pour 2 sopranos, une basse chantante et basse continue, H.86[54] [manuscrit autographe en ligne]
  - Litanies de la Vierge pour 8 solistes, chœur à 4 voix et basse continue, H.87[55]
  - Litanies de la Vierge pour 8 solistes, chœur à 4 voix et basse continue, H.88[56]
  - Litanies de la Vierge pour 8 solistes, chœur à 4 voix et basse continue, H.89[57]
  - Litanies de la Vierge pour 4 solistes, chœur à 4 voix et basse continue, H.90[58]
- Giovanni Battista Bassani (1650-1716) : Litanie à 4 voix avec violons, B1186 (1690)[dab 20]
- Paul Damance (vers 1650 - vers 1700) : Litanies de la Sainte Vierge en plain-chant musical (posthume 1707)[59]
- Tomàs Milans i Godayol (1672 -1742) : Litaniae Lauretanae, choeur mixte.
- Jan Dismas Zelenka (1679-1745) :
  - Litaniæ Lauretanæ (ZWV149)[60]
  - Litaniæ Lauretanæ (ZWV150)[60]
  - Litaniæ Lauretanæ Consolatrix affictrum (ZWV151)[60]
  - Litaniæ Lauretanæ Salus infirmorum (ZWV152)[61]
- Bohuslav Matěj Černohorský (1684-1742)
  - Litaniae Lauretanae
- Francesco Durante (1684-1755) : 
  - Litanies pour chœur à 4 voix et instruments (1750)[62]
  - Litanies à 2 voix avec cordes[63]
- Johann Adolph Hasse (1699-1783) : Litaniæ Lauretanæ pour 2 sopranos, alto, chœur à 2 voix de femmes et orgue[64]
- Johann Stamitz (1717-1757) : Litaniæ Lajretanæ[65]
- Leopold Mozart (1719-1787) : Litaniæ Lauretanæ pour 4 solistes, chœur, instruments et orgue, S4 7[66]
- Antonín Brossmann (1731-1798) Litaniae Lauretanae

### Musique classique
- Karl Ditters von Diittersdorf (1739-1799) : 
  - Lauretanische Litanei für Soli, Chor und Orchester. (I.Kyrie Eleison (Cho.&Orch) / II.Sancta Maria (Soli&Orch.) / III.Rosa Mystica (Soli&Orch) / IV.Salus infirmorum (Soli&Orch) / V.Regina Angelorum (Soli,Cho&Orch) VI. Agnus Dei (Soli,Cho&Orch).
- Niccolò Antonio Zingarelli (1752-1837) : 
  - Litanie della B. V. Maria à 3 voix avec basse continue[67]
  - Litanie pour 2 sopranos et orgue (1800)[68]
  - Litanie pour 2 sopranos et orgue (1820)[69]
- Wolfgang Amadeus Mozart (1756-1791) :
  - Litaniæ Lauretanæ Beatæ Virginis Mariæ pour 4 solistes, chœur, instruments et orgue K74e (KV109) (1771)[70]
  - Litaniæ Lauretanæ Beatæ Virginis Mariæ pour 4 solistes, chœur, instruments et orgue K186d (KV195) (1774)[71]
- Daniel-François-Esprit Auber (1782-1871) : Litanie de la Sainte Vierge pour chœur à 4 voix et orchestre, AWV53[72] [manuscrit en ligne]
- Ambroise Thomas (1811-1896) : Litanies de la Sainte Vierge pour 3 voix d'homme et orgue, en faveur du jubilé pontifical de Léon XIII (1888)[73]
- Charles Gounod (1818-1893) : Litanies de la Sainte Vierge pour chœur à 4 voix et orgue, en faveur du jubilé pontifical de Léon XIII (1888)[74]
- Jacques Offenbach (1819-1880) : Litanies de la Vierge pour ténor, chœur à 4 voix et orgue, CK301 (1865)[75]
- César Franck (1822-1890) : Litanies de la Sainte Vierge pour chœur à 4 voix et orgue, en faveur du jubilé pontifical de Léon XIII (1888)[76]
- Charles-René Collin (1827-1911) : Litanies de la Sainte Vierge pour chœur à 4 voix (1866)[77]
- Johannes Evangelista Habert (1833-1896) :
  - Lauretanische Litanei, no 1, pour 4 voix et orgue, opus 23[78]
  - Lauretanische Litanei, no 2, pour 4 voix et orgue, opus 25 (1877)[79] [partition en ligne]
  - Lauretanische Litanei, no 3, pour 4 voix, instruments et orgue, opus 27[80]
  - 9 autres Lauretanische Litanei, opera 41 - 49[80]
- Camille Saint-Saëns (1835-1921) : Litanies de la Sainte Vierge pour soliste et orgue (1917)[81]
- Jules Massenet (1842-1912) : Litanies de la Sainte Vierge pour chœur à 4 voix et orgue[82]
- Marie-Héloïse de Pierpont (1844-1896) : Litanies de la Sainte Vierge pour voix unique (1874)[83]
- Eugène Bourdeau (1850-1926) : Litanies à la Sainte Vierge pour chœur à 4 voix, cordes et orgue (1883)[84]
- Charles Bordes (1863-1909) : Litanies de la très Sainte Vierge, opus 17 (1891)[85]

### Musique contemporaine
- Francis Poulenc (1899-1963) : Litanies à la Vierge noire Notre-Dame de Rocamadour, pour chœur de femmes ou d'enfants  et orgue, FP82[86]
- Pekka Kostiainen (1944-) : Différentes Litanies pour choeur mixte, choeur féminin et choeur masculin (notamment in Mater Nostra album : 9 Litaniae Lauretana, Agnus Dei)

### Musique Jazz
- Massimo Faraò. Massimo Faraò trio (classics in smooth jazz) : Agnus Dei / Litaniae Lauretana de Beata Maria Vergine K195

### Œuvres instrumentales
- Franz Liszt (1811-1886) : Litanies de Marie pour piano, LW A61, no 4 (S695a), dans le recueil Harmonies poétiques et religieuses (1847)[87]
- Jehan Alain (1911-1940) : Litanies pour orgue, AWV100 (JA119) (1937)[88]

### Œuvres perdues
- Guglielmo Lipparini (1578-1645) : à 3 voix (1623)[dab 59]
- Lorenzo Ratti (vers 1589 -1630) : à 12 voix (1626)[dab 60]
- Giuseppe Corsi da Celano (1631-1691) : à 9 voix[dab 59]

### Attribution par erreur
- Giovanni Pierluigi da Palestrina : texte libre et non officiel[dab 61]

## Recueils majeurs de la Renaissance

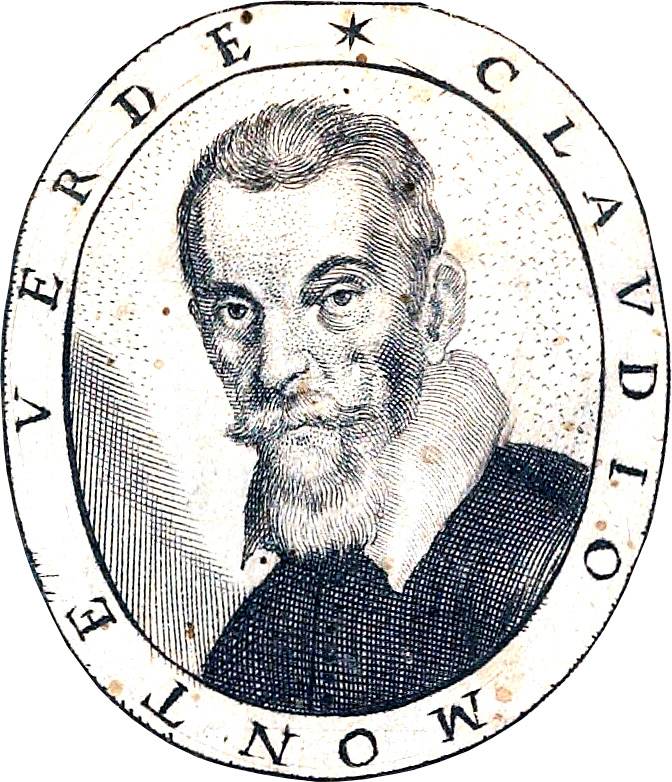
Contrairement à ce que l'on considérait, une œuvre posthume apparue en 1650, les litanies de Claudio Monteverdi furent en fait publiées d'abord en 1620, puis présentées dans ce recueil préstigieux en 1626. Le compositeur était en qualité de maître de chapelle Marciana de la basilique Saint-Marc à Venise.

- Contrairement à ce que l'on considérait, une œuvre posthume apparue en 1650, les litanies de Claudio Monteverdi furent en fait publiées d'abord en 1620[rk 17], puis présentées dans ce recueil préstigieux en 1626. Le compositeur était en qualité de maître de chapelle Marciana de la basilique Saint-Marc à Venise.1596 : Georg Victorinus (directeur musical des Jésuites à Munich[rk 18]), Thesaurus litaniarum.
(Recueil destiné à tous les Jésuites germanophones) 
  - 18 litanies de Lorette sur 46 litanies mariales[rk 18],[89]
- 1622 : Litaniæ B. Virginis quaternis, quinis, senis et octonis vocibus concinendæ, cum basso ad organum. Felice Anerio, Ioanne Troiano, Iacobo Benincasa, Raphaele Rontanio authoribus. Rome, Giovanni Batissta Robletti[dab 62].
(Ce recueil fut dédié au supérieur général de la Compagnie de Jésus[dab 63].)  
  - Litanies à 4 voix de Raffaello Rontani
  - Litanies à 5 voix de Felice Anerio
  - Litanies à 6 voix de Jacob Benincasae
  - Litanies à 8 voix de Johannis Troiani

- 1626 : Rosarium litaniarum Beatæ V. Mariæ ternis, quaternis, quinis, senis, septenis, et octonis vocibus concinandarum. Una cum basso ad organum. A D. Laurentio Calvo in Æde Cathedrali Papiæ musico, ex varijs authoribus desumptum nunc primum in lucem æditum., Venise, Alessandro Vincenti[dab 64].
(Cela était une publication importante dont les compositeurs étaient des musiciens les plus distingués de l'époque[dab 65].)
  - Litanies à 3, 4 et 5 voix d'Alessandro Grandi
  - Litanies à 4 et 5 voix de Stefano Bernardi
  - Litanies à 4 voix d'Adriano Banchieri, Abatte Olivetano
  - Litanies à 4 voix de Gieronimo Giacobbi, Accademico Filomuso
  - Litanies à 4 voix de Giovanni Brunetti
  - Litanies à 5 voix de Stefano Bernardi
  - Litanies à 5 voix d'Alessandro Grandi
  - Litanies à 5 voix de Gio Chiappini, Organista del Duomo di Novara
  - Litanies à 5 voix de Gieronimo Giacobbi, Accademico Filomuso
  - Litanies à 5 voix de Bened[etto] Re[gio][dab 66], Maest. di Capella della Cath. di Pavia
  - Litanies à 6 voix de Claudio Monteverdi, Maestro di Capella della Serenissima Signoria di Venetia in San Marco
  - Litanies à 7 voix de [Giovanni] Paolo Capriolo
  - Litanies à 8 voix d'Ignazio Donati
  - Litanies à 8 voix de Fabio Costantini

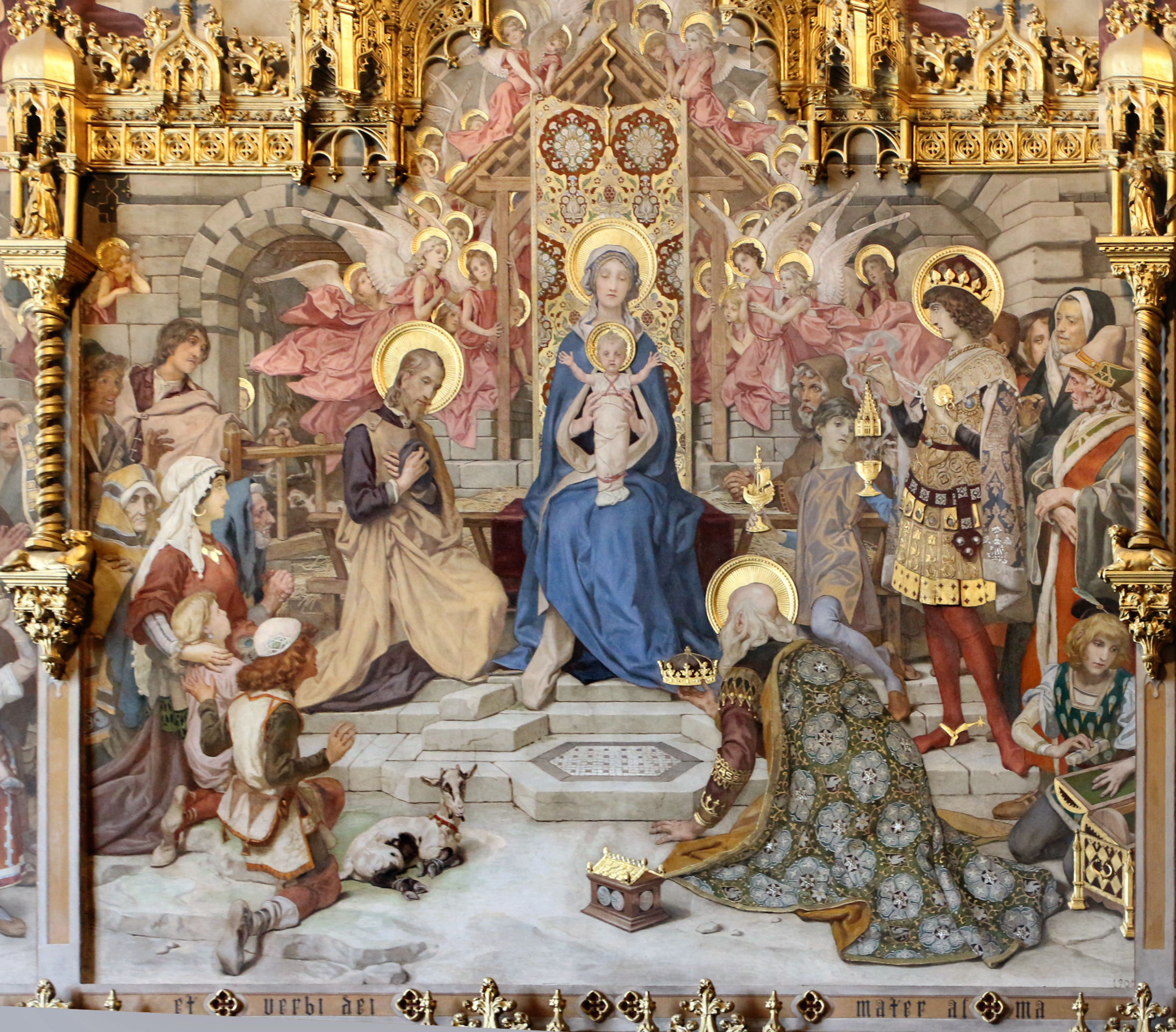
Fresque de Ludovico Seitz, peintre du pape Léon XIII, dans la Sainte Maison de Lorette (1897). Léon XIII était l'un des papes les plus importants qui promurent les litanies de Lorette.

### Publications anciennes
- Breviarium Romanum cum Psalterio proprio et officiis sanctorum ad usum cleri Basilicæ Vaticanæ Clementis X, Sebastianus Mabre-Cramoisy, Paris 1674
- Litaniæ Beatæ Mariæ Virginis (texte officiel selon le rite tridentin) [lire en ligne]
- N.B. Litaniæ [lire en ligne]

1. ↑  p. 219

- Arthur Martin, Les litanies de Notre-Dame de Lorette, expliquées par le P. Arthur Martin, de la Compagnie de Jésus, Et enrichies de trente-six Lithographies en couleur et en or par Gigniez et Launay, Debost et Desmottes, Paris 1844 [lire en ligne]

1. ↑  p. 30
2. ↑  p. 39

- Jean-Baptiste Gergères, Le culte de Marie, origines explications, beautés, Ouvrage approuvé par Mgr l'Archevêque de Bordeaux, Ambroise Bray, Paris 1857 [lire en ligne]